# Szparag lekarski
Szparag lekarski (Asparagus officinalis L.) – gatunek byliny z rodziny szparagowatych. Występuje naturalnie w obszarze śródziemnomorskim i na terenach przyległych. Jest jedynym jadalnym przedstawicielem rodzaju szparag (Asparagus) i jako roślina uprawna rozpowszechniony został na całym świecie, z największym obecnie ośrodkiem produkcji w Chinach.
Jest warzywem cenionym ze względu na walory smakowe i lekkostrawność, przy czym jadalne są młode pędy zwane zwyczajowo szparagami lub wypustkami szparagów. W ofercie handlowej obecne są białe i zielone wypustki, które mimo różnic są pędami tego samego gatunku. Różna barwa wypustek wynika z różnego sposobu uprawy – zielone wypustki wyrastają nad powierzchnię gruntu, a białe rosną przysypane ziemią.
Szparag lekarski stosowany jest także jako roślina ozdobna i lecznicza, choć w Polsce od wielu lat nie jest jednak umieszczany w oficjalnym wykazie roślin leczniczych. Według medycyny ludowej oraz wzmianek w literaturze pięknej bywają uważane za afrodyzjak. Współczesne badania potwierdziły jego działanie moczopędne, ułatwiające defekację, hipotensyjne (tj. obniżające nadciśnienie tętnicze – dzięki poprawie stosunku jonów potasu do sodu), a także dużą zawartość witamin, soli mineralnych i przeciwutleniaczy.

## Rozmieszczenie geograficzne
W Polsce dziko rośnie w południowej części kraju, na północy prawdopodobnie tylko zdziczały z dawnych upraw. Stanowiska dzikie trudno odróżnić od zdziczałych ze względu na łatwość rozsiewania się z nasion. Obecnie rozpowszechniony niemal w całym kraju, szczególnie częsty na niżu na zachód od linii Wrocław-Płock-Gdańsk. Rzadko rośnie w górach i niektórych obszarach Polski północno-wschodniej i wschodniej. Zasięg obejmuje środkową i południową Europę (na północ po Danię i południową Szwecję), północną Afrykę i zachodnią oraz środkową Azję (po Mongolię i chiński region autonomiczny Sinciang na wschodzie). Zdziczały w rejonie upraw na różnych obszarach o klimacie umiarkowanym, w Stanach Zjednoczonych i Kanadzie, w Australii i Nowej Zelandii, w południowej części Ameryki Południowej, na wyspach Galapagos oraz w północnej Europie, w tym na wyspach brytyjskich.

## Morfologia

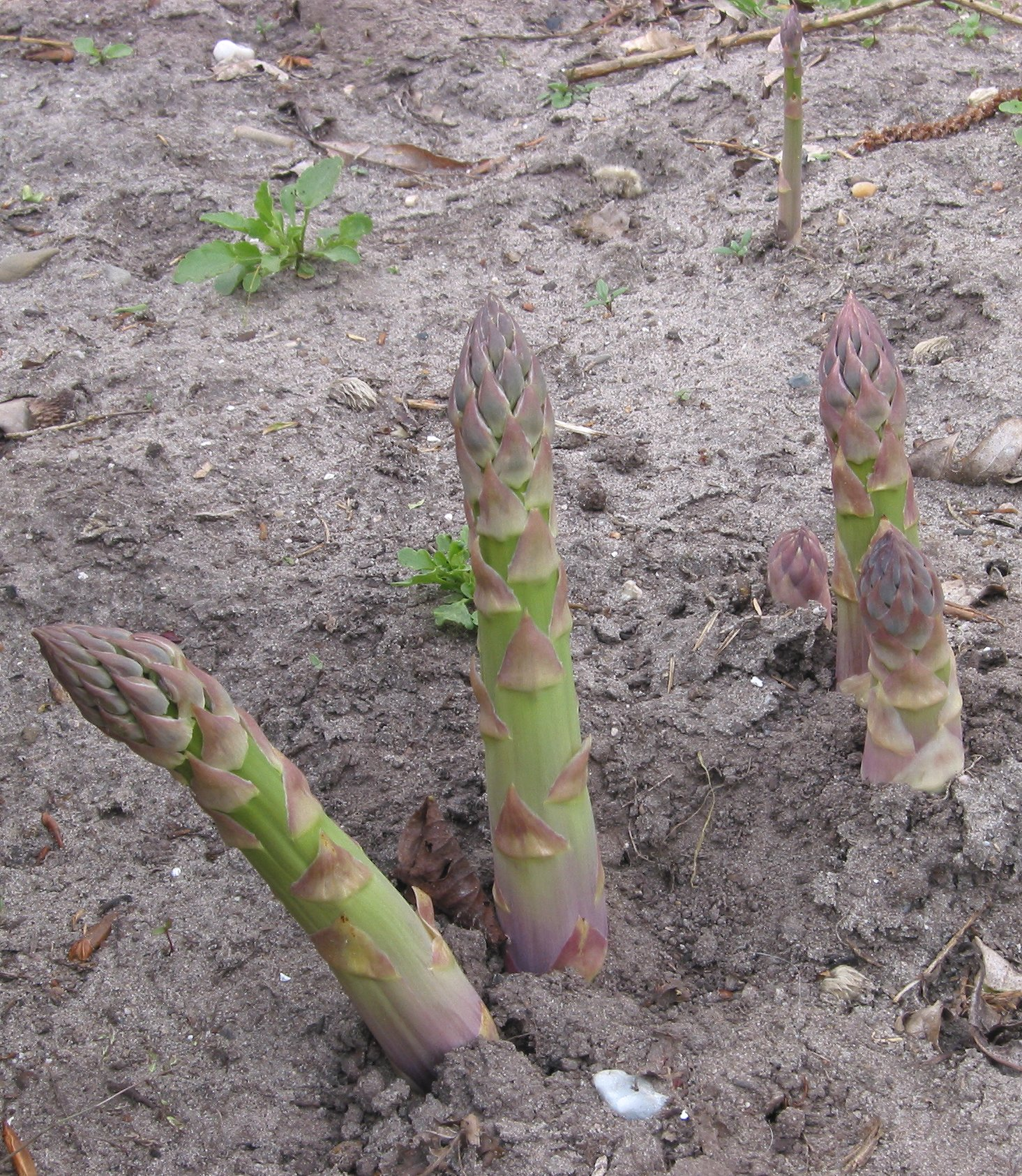
Młode pędy otulone łuskowatymi liśćmi

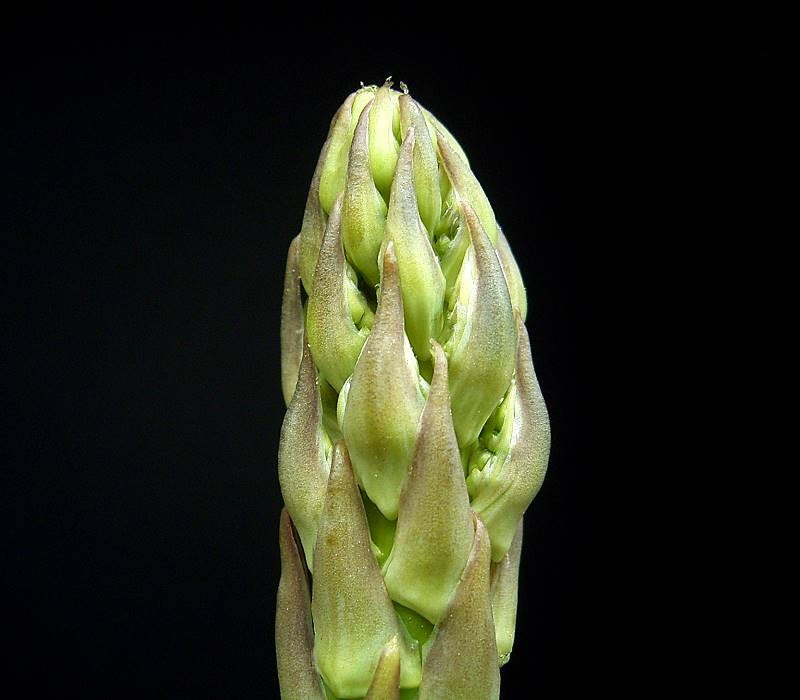
Szczytowy fragment młodego pędu

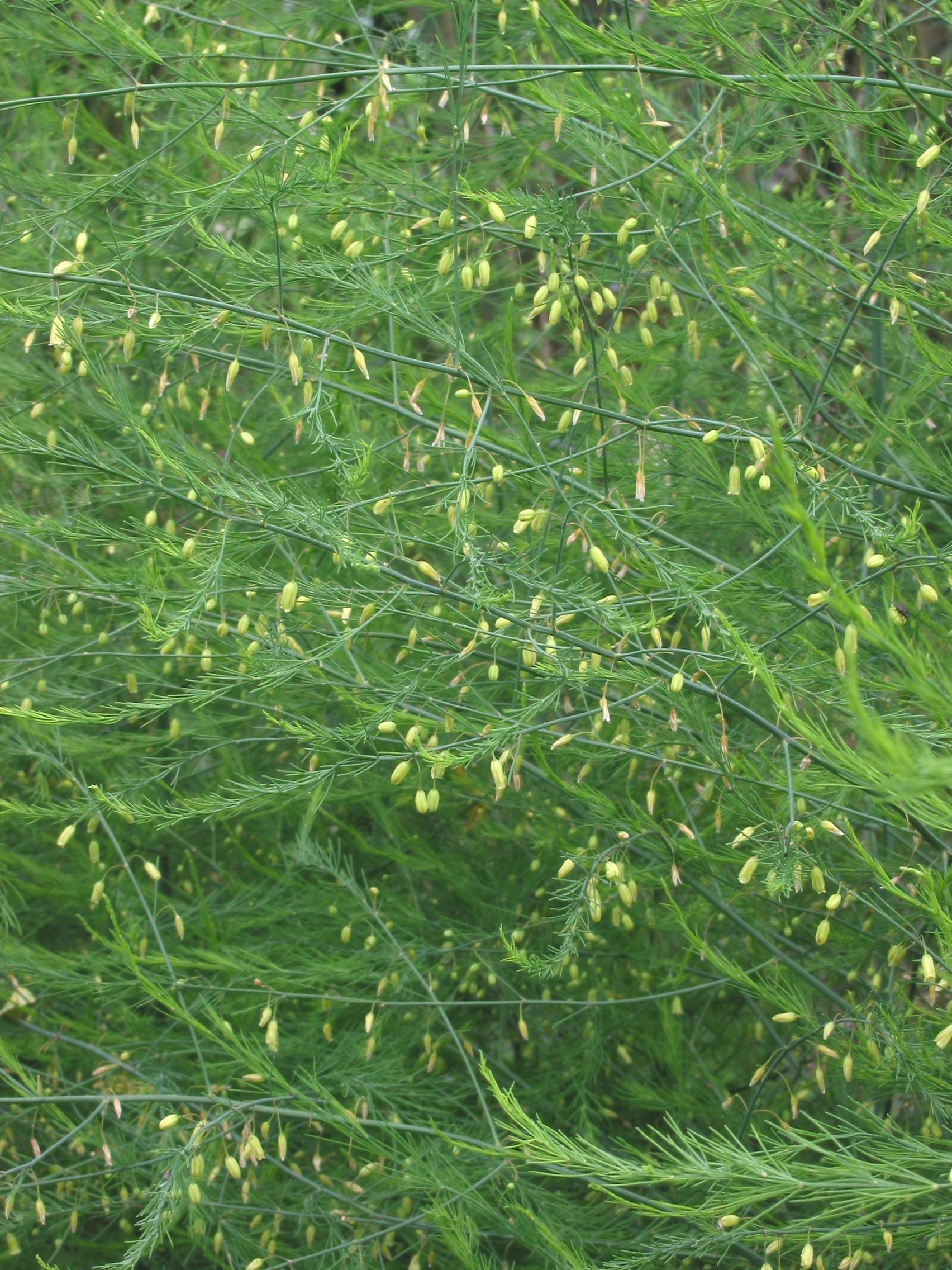
Górna część pędu w czasie kwitnienia

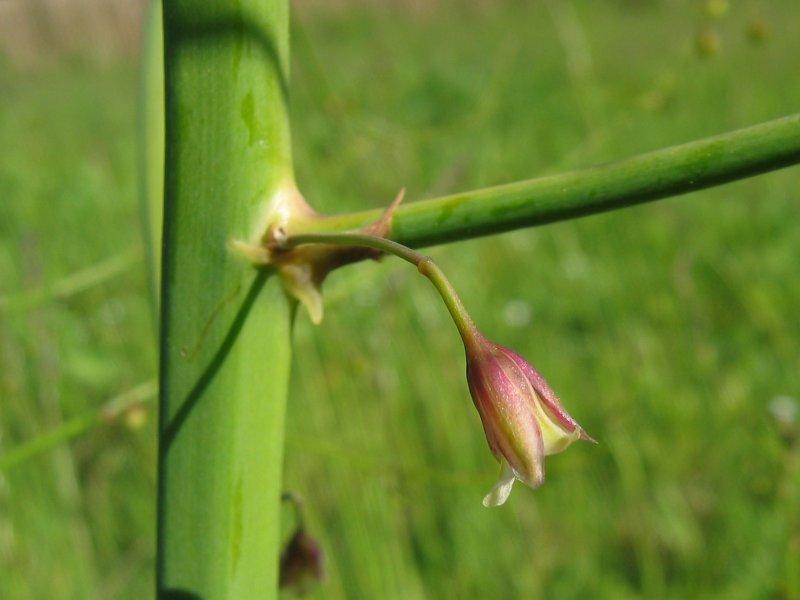
Kwiat

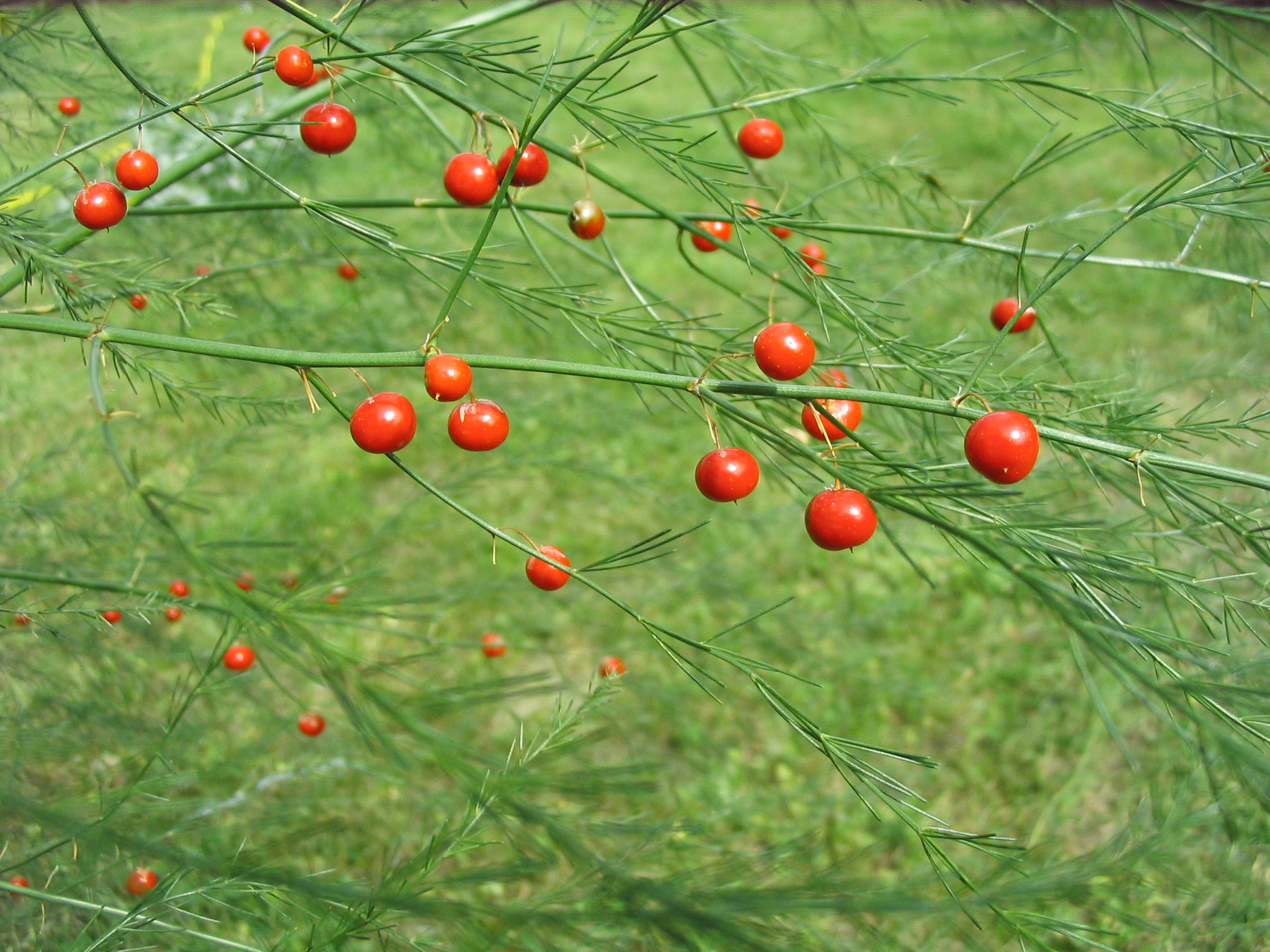
Roślina owocująca

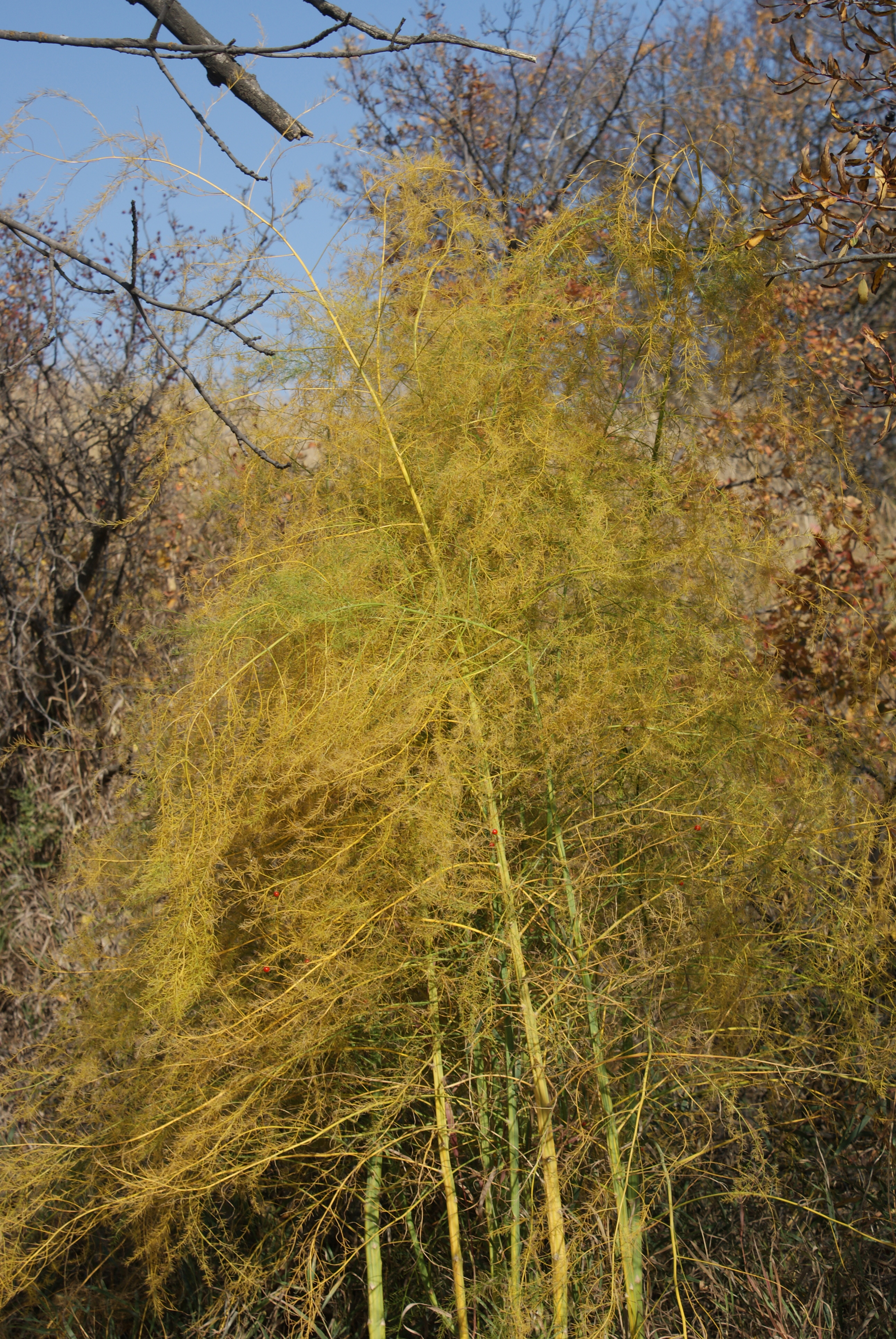
Zamierający jesienią pęd nadziemny

Pęd nadziemnyNagi, obły i prosty, osiąga do 1,5 m (rzadko 2 m) wysokości. Silnie, wiechowato rozgałęziony w górnej części. W dolnej części nierozgałęziony, okryty nielicznymi i rzednącymi ku górze, skrętoległymi, łuskowatymi liśćmi. Liście wspierające odgałęzienia I rzędu u nasady są wydłużone w kolczastą ostrogę. Z pachwin liści w górnej części pędu wyrastają wznoszące się odgałęzienia boczne pędu. Z pachwin łuskowatych liści u nasady gałązek oraz rosnących na gałązkach wyrastają pęczki 3–15 (rzadko do 25) gałęziaków. Są to końcowe fragmenty pędu pełniące funkcję asymilacyjną. Są proste, obłe, ostro zakończone i osiągają 1–3 cm długości.
KłączeNazywane karpą, krótkie i rozgałęzione, drewniejące, okryte gęstymi, łuskowatymi liśćmi. Z jednego kłącza wyrasta zwykle kilka pędów nadziemnych oraz liczne, grube, szare korzenie.
KorzenieMięsiste, pełniące funkcję spichrzową żyją wiele lat. Co roku wyrastają z nich włókniste korzenie boczne służące do pobierania wody i substancji pokarmowych, obumierające po zakończeniu wegetacji. System korzeniowy sięga na głębokość ok. 3 m i szerokość 2,5 m, główna masa korzeni znajduje się na głębokości ok. 1 m.
KwiatyZwisające, drobne (do 4–6 mm długości), dzwonkowate, żółtawe lub jasnozielone. Wyrastają pojedynczo lub po 2–3 z rozgałęzień w górnej części pędu. Osadzone są na cienkich szypułkach, długich zwykle na 10–20 mm, z kolankiem w połowie długości. Kwiaty męskie i żeńskie zwykle tworzą się na różnych roślinach (gatunek dwupienny), choć zdarzają się i kwiaty obupłciowe. Sześć listków okwiatu zrośniętych jest u nasady, końce mają lekko zaokrąglone. Do okwiatu od wewnątrz przyrośnięte są w dolnej części listków nitki sześciu pręcików. Nitki te osiągają podobną długość jak podługowate, pomarańczowe pylniki. W kwiatach męskich słupek jest zmarniały, w kwiatach żeńskich – pręciki, a poza tym okwiat jest krótszy. Słupek jest 3-komorowy, z 3-dzielnym znamieniem.
OwocKulista jagoda o średnicy 6–10 mm, po dojrzeniu czerwona. W trzech komorach nasiennych zawiera od jednego do sześciu nasion. U nasady jagody utrzymują się listki okwiatu.
NasionoKulistawe lub owalne, czarne, o siateczkowato pomarszczonej powierzchni. Osiąga 2,8–3,5 mm długości i 2,8–3,2 mm szerokości. W 1 g nasion znajduje się 35–60 sztuk.
Gatunki podobneW polskiej florze pojawia się rzadko zawlekany szparag cienkolistny (A. tenuifolius), który ma podobny pokrój, tak samo zielone pędy, gałęziaki wiotkie i czerwony owoc. Różni się m.in. gałęziakami włosowato cienkimi (do 0,2 mm grubości), zebranymi w pęczki liczące ich 15–40 sztuk. Poza tym roślina ta jest zwykle niższa (do 0,8 m wysokości) i ma nitki pręcików 4× dłuższe od kulistych pylników.

## Biologia

### Cechy fitochemiczne
Roślina jest zasobna w czynne biologicznie związki. Korzenie i kłącza zawierają asparaginę, saponiny sterydowe (pochodne sarsasapogeniny i diosgeniny), kumarynę, koniferynę, wanilinę, rutynę, nietypowe węglowodany (fruktany podobne do inuliny) z udziałem do 3,1%, olejki lotne, karotenoidy (fizaminę, kapsantynę) i aminokwasy. W zielu stwierdzono m.in. glikozyd koniferynę, kwas chelidonowy, saponiny oraz znaczne ilości aminokwasu asparaginy wraz z tyrozyną, argininą i metylosulfoniową pochodną metioniny. W owocach wyodrębniono m.in. kapsantynę, fizaminę i znikome ilości alkaloidów. Według niektórych źródeł owoce z powodu zawartości saponin mogą mieć działanie toksyczne po spożyciu.
| Wartość odżywcza |
| Szparagi, świeże |
| (100 g)          |

|     |       | \| RDA \| 19–30 \| 31–50 \| 51–70 \| 70+ \| \| --- \| ----- \| ----- \| ----- \| ---- \| \| K \| 4,1% \| 4,1% \| 4,1% \| 4,1% \| \| M \| 3,4% \| 3,4% \| 3,4% \| 3,4% \| |       |      |
| RDA | 19–30 | 31–50 | 51–70 | 70+  |
| K   | 4,1%  | 4,1% | 4,1%  | 4,1% |
| M   | 3,4%  | 3,4% | 3,4%  | 3,4% |

| RDA | 19–30 | 31–50 | 51–70 | 70+  |
| --- | ----- | ----- | ----- | ---- |
| K   | 4,1%  | 4,1%  | 4,1%  | 4,1% |
| M   | 3,4%  | 3,4%  | 3,4%  | 3,4% |

| RDA | 19–30 | 31–50 | 51–70 | 70+  |
| --- | ----- | ----- | ----- | ---- |
| K   | 1,7%  | 1,7%  | 1,7%  | 1,7% |
| M   | 1,7%  | 1,7%  | 1,7%  | 1,7% |

| AI | 19–30 | 31–50 | 51–70 | 70+  |
| -- | ----- | ----- | ----- | ---- |
| K  | 6,0%  | 6,0%  | 7,1%  | 7,1% |
| M  | 3,9%  | 3,9%  | 5,0%  | 5,0% |

| RDA | 19–30 | 31–50 | 51–70 | 70+  |
| --- | ----- | ----- | ----- | ---- |
| K   | 1,7%  | 1,7%  | 1,7%  | 1,7% |
| M   | 1,7%  | 1,7%  | 1,7%  | 1,7% |

| AI | 19–30 | 31–50 | 51–70 | 70+  |
| -- | ----- | ----- | ----- | ---- |
| K  | 6,0%  | 6,0%  | 7,1%  | 7,1% |
| M  | 3,9%  | 3,9%  | 5,0%  | 5,0% |

| AI | 19–30 | 31–50 | 51–70 | 70+  |
| -- | ----- | ----- | ----- | ---- |
| K  | 0,9%  | 0,9%  | 0,9%  | 0,9% |
| M  | 0,6%  | 0,6%  | 0,6%  | 0,6% |

| AI | 19–30 | 31–50 | 51–70 | 70+  |
| -- | ----- | ----- | ----- | ---- |
| K  | 0,8%  | 0,8%  | 0,9%  | 0,9% |
| M  | 0,6%  | 0,6%  | 0,7%  | 0,7% |

| AI | 19–30 | 31–50 | 51–70 | 70+  |
| -- | ----- | ----- | ----- | ---- |
| K  | 0,9%  | 0,9%  | 0,9%  | 0,9% |
| M  | 0,6%  | 0,6%  | 0,6%  | 0,6% |

| AI | 19–30 | 31–50 | 51–70 | 70+  |
| -- | ----- | ----- | ----- | ---- |
| K  | 0,8%  | 0,8%  | 0,9%  | 0,9% |
| M  | 0,6%  | 0,6%  | 0,7%  | 0,7% |

|    |       | \| AI \| 19–30 \| 31–50 \| 51–70 \| 70+ \| \| -- \| ----- \| ----- \| ----- \| ---- \| \| K \| 3,5% \| 3,5% \| 3,5% \| 3,5% \| \| M \| 2,5% \| 2,5% \| 2,5% \| 2,5% \| |       |      |
| AI | 19–30 | 31–50 | 51–70 | 70+  |
| K  | 3,5%  | 3,5% | 3,5%  | 3,5% |
| M  | 2,5%  | 2,5% | 2,5%  | 2,5% |

| AI | 19–30 | 31–50 | 51–70 | 70+  |
| -- | ----- | ----- | ----- | ---- |
| K  | 3,5%  | 3,5%  | 3,5%  | 3,5% |
| M  | 2,5%  | 2,5%  | 2,5%  | 2,5% |

|     |       | \| RDA \| 19–30 \| 31–50 \| 51–70 \| 70+ \| \| --- \| ----- \| ----- \| ----- \| ---- \| \| K \| 4,1% \| 4,1% \| 4,1% \| 4,1% \| \| M \| 3,4% \| 3,4% \| 3,4% \| 3,4% \| |       |      |
| RDA | 19–30 | 31–50 | 51–70 | 70+  |
| K   | 4,1%  | 4,1% | 4,1%  | 4,1% |
| M   | 3,4%  | 3,4% | 3,4%  | 3,4% |

| RDA | 19–30 | 31–50 | 51–70 | 70+  |
| --- | ----- | ----- | ----- | ---- |
| K   | 4,1%  | 4,1%  | 4,1%  | 4,1% |
| M   | 3,4%  | 3,4%  | 3,4%  | 3,4% |

| RDA | 19–30 | 31–50 | 51–70 | 70+  |
| --- | ----- | ----- | ----- | ---- |
| K   | 1,7%  | 1,7%  | 1,7%  | 1,7% |
| M   | 1,7%  | 1,7%  | 1,7%  | 1,7% |

| AI | 19–30 | 31–50 | 51–70 | 70+  |
| -- | ----- | ----- | ----- | ---- |
| K  | 6,0%  | 6,0%  | 7,1%  | 7,1% |
| M  | 3,9%  | 3,9%  | 5,0%  | 5,0% |

| RDA | 19–30 | 31–50 | 51–70 | 70+  |
| --- | ----- | ----- | ----- | ---- |
| K   | 1,7%  | 1,7%  | 1,7%  | 1,7% |
| M   | 1,7%  | 1,7%  | 1,7%  | 1,7% |

| AI | 19–30 | 31–50 | 51–70 | 70+  |
| -- | ----- | ----- | ----- | ---- |
| K  | 6,0%  | 6,0%  | 7,1%  | 7,1% |
| M  | 3,9%  | 3,9%  | 5,0%  | 5,0% |

| AI | 19–30 | 31–50 | 51–70 | 70+  |
| -- | ----- | ----- | ----- | ---- |
| K  | 0,9%  | 0,9%  | 0,9%  | 0,9% |
| M  | 0,6%  | 0,6%  | 0,6%  | 0,6% |

| AI | 19–30 | 31–50 | 51–70 | 70+  |
| -- | ----- | ----- | ----- | ---- |
| K  | 0,8%  | 0,8%  | 0,9%  | 0,9% |
| M  | 0,6%  | 0,6%  | 0,7%  | 0,7% |

| AI | 19–30 | 31–50 | 51–70 | 70+  |
| -- | ----- | ----- | ----- | ---- |
| K  | 0,9%  | 0,9%  | 0,9%  | 0,9% |
| M  | 0,6%  | 0,6%  | 0,6%  | 0,6% |

| AI | 19–30 | 31–50 | 51–70 | 70+  |
| -- | ----- | ----- | ----- | ---- |
| K  | 0,8%  | 0,8%  | 0,9%  | 0,9% |
| M  | 0,6%  | 0,6%  | 0,7%  | 0,7% |

|    |       | \| AI \| 19–30 \| 31–50 \| 51–70 \| 70+ \| \| -- \| ----- \| ----- \| ----- \| ---- \| \| K \| 3,5% \| 3,5% \| 3,5% \| 3,5% \| \| M \| 2,5% \| 2,5% \| 2,5% \| 2,5% \| |       |      |
| AI | 19–30 | 31–50 | 51–70 | 70+  |
| K  | 3,5%  | 3,5% | 3,5%  | 3,5% |
| M  | 2,5%  | 2,5% | 2,5%  | 2,5% |

| AI | 19–30 | 31–50 | 51–70 | 70+  |
| -- | ----- | ----- | ----- | ---- |
| K  | 3,5%  | 3,5%  | 3,5%  | 3,5% |
| M  | 2,5%  | 2,5%  | 2,5%  | 2,5% |

| RDA | 19–30 | 31–50 | 51–70 | 70+ |
| --- | ----- | ----- | ----- | --- |
| K   | 35%   | 35%   | 35%   | 35% |
| M   | 29%   | 29%   | 29%   | 29% |

| RDA | 19–30 | 31–50 | 51–70 | 70+ |
| --- | ----- | ----- | ----- | --- |
| K   | 13%   | 13%   | 13%   | 13% |
| M   | 12%   | 12%   | 12%   | 12% |

| RDA | 19–30 | 31–50 | 51–70 | 70+ |
| --- | ----- | ----- | ----- | --- |
| K   | 15%   | 15%   | 15%   | 15% |
| M   | 13%   | 13%   | 13%   | 13% |

| RDA | 19–30 | 31–50 | 51–70 | 70+  |
| --- | ----- | ----- | ----- | ---- |
| K   | 8,9%  | 8,9%  | 8,9%  | 8,9% |
| M   | 7,8%  | 7,8%  | 7,8%  | 7,8% |

| RDA | 19–30 | 31–50 | 51–70 | 70+  |
| --- | ----- | ----- | ----- | ---- |
| K   | 4,6%  | 4,6%  | 4,0%  | 4,0% |
| M   | 4,6%  | 4,6%  | 3,5%  | 3,5% |

| RDA | 19–30 | 31–50 | 51–70 | 70+ |
| --- | ----- | ----- | ----- | --- |
| K   | 38%   | 38%   | 38%   | 38% |
| M   | 38%   | 38%   | 38%   | 38% |

| RDA | 19–30 | 31–50 | 51–70 | 70+  |
| --- | ----- | ----- | ----- | ---- |
| K   | 0,0%  | 0,0%  | 0,0%  | 0,0% |
| M   | 0,0%  | 0,0%  | 0,0%  | 0,0% |

| RDA | 19–30 | 31–50 | 51–70 | 70+ |
| --- | ----- | ----- | ----- | --- |
| K   | 14%   | 14%   | 14%   | 14% |
| M   | 11%   | 11%   | 11%   | 11% |

| RDA | 19–30 | 31–50 | 51–70 | 70+  |
| --- | ----- | ----- | ----- | ---- |
| K   | 0,0%  | 0,0%  | 0,0%  | 0,0% |
| M   | 0,0%  | 0,0%  | 0,0%  | 0,0% |

| RDA | 19–30 | 31–50 | 51–70 | 70+ |
| --- | ----- | ----- | ----- | --- |
| K   | 12%   | 12%   | 12%   | 12% |
| M   | 12%   | 12%   | 12%   | 12% |

| RDA | 19–30 | 31–50 | 51–70 | 70+ |
| --- | ----- | ----- | ----- | --- |
| K   | 35%   | 35%   | 35%   | 35% |
| M   | 29%   | 29%   | 29%   | 29% |

| RDA | 19–30 | 31–50 | 51–70 | 70+ |
| --- | ----- | ----- | ----- | --- |
| K   | 13%   | 13%   | 13%   | 13% |
| M   | 12%   | 12%   | 12%   | 12% |

| RDA | 19–30 | 31–50 | 51–70 | 70+ |
| --- | ----- | ----- | ----- | --- |
| K   | 15%   | 15%   | 15%   | 15% |
| M   | 13%   | 13%   | 13%   | 13% |

| RDA | 19–30 | 31–50 | 51–70 | 70+  |
| --- | ----- | ----- | ----- | ---- |
| K   | 8,9%  | 8,9%  | 8,9%  | 8,9% |
| M   | 7,8%  | 7,8%  | 7,8%  | 7,8% |

| RDA | 19–30 | 31–50 | 51–70 | 70+  |
| --- | ----- | ----- | ----- | ---- |
| K   | 4,6%  | 4,6%  | 4,0%  | 4,0% |
| M   | 4,6%  | 4,6%  | 3,5%  | 3,5% |

| RDA | 19–30 | 31–50 | 51–70 | 70+ |
| --- | ----- | ----- | ----- | --- |
| K   | 38%   | 38%   | 38%   | 38% |
| M   | 38%   | 38%   | 38%   | 38% |

| RDA | 19–30 | 31–50 | 51–70 | 70+  |
| --- | ----- | ----- | ----- | ---- |
| K   | 0,0%  | 0,0%  | 0,0%  | 0,0% |
| M   | 0,0%  | 0,0%  | 0,0%  | 0,0% |

| RDA | 19–30 | 31–50 | 51–70 | 70+ |
| --- | ----- | ----- | ----- | --- |
| K   | 14%   | 14%   | 14%   | 14% |
| M   | 11%   | 11%   | 11%   | 11% |

| RDA | 19–30 | 31–50 | 51–70 | 70+  |
| --- | ----- | ----- | ----- | ---- |
| K   | 0,0%  | 0,0%  | 0,0%  | 0,0% |
| M   | 0,0%  | 0,0%  | 0,0%  | 0,0% |

| RDA | 19–30 | 31–50 | 51–70 | 70+ |
| --- | ----- | ----- | ----- | --- |
| K   | 12%   | 12%   | 12%   | 12% |
| M   | 12%   | 12%   | 12%   | 12% |

| RDA | 19–30 | 31–50 | 51–70 | 70+  |
| --- | ----- | ----- | ----- | ---- |
| K   | 7,4%  | 7,4%  | 7,4%  | 7,4% |
| M   | 7,4%  | 7,4%  | 7,4%  | 7,4% |

| RDA | 19–30 | 31–50 | 51–70 | 70+  |
| --- | ----- | ----- | ----- | ---- |
| K   | 2,2%  | 2,2%  | 1,8%  | 1,8% |
| M   | 2,2%  | 2,2%  | 2,2%  | 1,8% |

| RDA | 19–30 | 31–50 | 51–70 | 70+  |
| --- | ----- | ----- | ----- | ---- |
| K   | 5,8%  | 5,6%  | 5,6%  | 5,6% |
| M   | 4,5%  | 4,3%  | 4,3%  | 4,3% |

| AI | 19–30 | 31–50 | 51–70 | 70+  |
| -- | ----- | ----- | ----- | ---- |
| K  | 6,4%  | 6,4%  | 6,4%  | 6,4% |
| M  | 6,4%  | 6,4%  | 6,4%  | 6,4% |

| AI | 19–30 | 31–50 | 51–70 | 70+  |
| -- | ----- | ----- | ----- | ---- |
| K  | 0,1%  | 0,1%  | 0,2%  | 0,2% |
| M  | 0,1%  | 0,1%  | 0,2%  | 0,2% |

| RDA | 19–30 | 31–50 | 51–70 | 70+  |
| --- | ----- | ----- | ----- | ---- |
| K   | 7,4%  | 7,4%  | 7,4%  | 7,4% |
| M   | 7,4%  | 7,4%  | 7,4%  | 7,4% |

| RDA | 19–30 | 31–50 | 51–70 | 70+  |
| --- | ----- | ----- | ----- | ---- |
| K   | 2,2%  | 2,2%  | 1,8%  | 1,8% |
| M   | 2,2%  | 2,2%  | 2,2%  | 1,8% |

| RDA | 19–30 | 31–50 | 51–70 | 70+  |
| --- | ----- | ----- | ----- | ---- |
| K   | 5,8%  | 5,6%  | 5,6%  | 5,6% |
| M   | 4,5%  | 4,3%  | 4,3%  | 4,3% |

| AI | 19–30 | 31–50 | 51–70 | 70+  |
| -- | ----- | ----- | ----- | ---- |
| K  | 6,4%  | 6,4%  | 6,4%  | 6,4% |
| M  | 6,4%  | 6,4%  | 6,4%  | 6,4% |

| AI | 19–30 | 31–50 | 51–70 | 70+  |
| -- | ----- | ----- | ----- | ---- |
| K  | 0,1%  | 0,1%  | 0,2%  | 0,2% |
| M  | 0,1%  | 0,1%  | 0,2%  | 0,2% |

| RDA | 19–30 | 31–50 | 51–70 | 70+  |
| --- | ----- | ----- | ----- | ---- |
| K   | 4,7%  | 4,7%  | 4,7%  | 4,7% |
| M   | 4,7%  | 4,7%  | 4,7%  | 4,7% |

| RDA | 19–30 | 31–50 | 51–70 | 70+  |
| --- | ----- | ----- | ----- | ---- |
| K   | 3,9%  | 3,9%  | 8,8%  | 8,8% |
| M   | 8,8%  | 8,8%  | 8,8%  | 8,8% |

| RDA | 19–30 | 31–50 | 51–70 | 70+  |
| --- | ----- | ----- | ----- | ---- |
| K   | 8,9%  | 8,9%  | 8,9%  | 8,9% |
| M   | 8,9%  | 8,9%  | 8,9%  | 8,9% |

| RDA | 19–30 | 31–50 | 51–70 | 70+  |
| --- | ----- | ----- | ----- | ---- |
| K   | 11%   | 11%   | 11%   | 11%  |
| M   | 8,2%  | 8,2%  | 8,2%  | 8,2% |

| AI | 19–30 | 31–50 | 51–70 | 70+  |
| -- | ----- | ----- | ----- | ---- |
| K  | 11%   | 11%   | 11%   | 11%  |
| M  | 8,7%  | 8,7%  | 8,7%  | 8,7% |

| RDA | 19–30 | 31–50 | 51–70 | 70+  |
| --- | ----- | ----- | ----- | ---- |
| K   | 4,7%  | 4,7%  | 4,7%  | 4,7% |
| M   | 4,7%  | 4,7%  | 4,7%  | 4,7% |

| RDA | 19–30 | 31–50 | 51–70 | 70+  |
| --- | ----- | ----- | ----- | ---- |
| K   | 3,9%  | 3,9%  | 8,8%  | 8,8% |
| M   | 8,8%  | 8,8%  | 8,8%  | 8,8% |

| RDA | 19–30 | 31–50 | 51–70 | 70+  |
| --- | ----- | ----- | ----- | ---- |
| K   | 8,9%  | 8,9%  | 8,9%  | 8,9% |
| M   | 8,9%  | 8,9%  | 8,9%  | 8,9% |

| RDA | 19–30 | 31–50 | 51–70 | 70+  |
| --- | ----- | ----- | ----- | ---- |
| K   | 11%   | 11%   | 11%   | 11%  |
| M   | 8,2%  | 8,2%  | 8,2%  | 8,2% |

| AI | 19–30 | 31–50 | 51–70 | 70+  |
| -- | ----- | ----- | ----- | ---- |
| K  | 11%   | 11%   | 11%   | 11%  |
| M  | 8,7%  | 8,7%  | 8,7%  | 8,7% |

| RDA | 19–30 | 31–50 | 51–70 | 70+ |
| --- | ----- | ----- | ----- | --- |
| K   | 35%   | 35%   | 35%   | 35% |
| M   | 29%   | 29%   | 29%   | 29% |

| RDA | 19–30 | 31–50 | 51–70 | 70+ |
| --- | ----- | ----- | ----- | --- |
| K   | 13%   | 13%   | 13%   | 13% |
| M   | 12%   | 12%   | 12%   | 12% |

| RDA | 19–30 | 31–50 | 51–70 | 70+ |
| --- | ----- | ----- | ----- | --- |
| K   | 15%   | 15%   | 15%   | 15% |
| M   | 13%   | 13%   | 13%   | 13% |

| RDA | 19–30 | 31–50 | 51–70 | 70+  |
| --- | ----- | ----- | ----- | ---- |
| K   | 8,9%  | 8,9%  | 8,9%  | 8,9% |
| M   | 7,8%  | 7,8%  | 7,8%  | 7,8% |

| RDA | 19–30 | 31–50 | 51–70 | 70+  |
| --- | ----- | ----- | ----- | ---- |
| K   | 4,6%  | 4,6%  | 4,0%  | 4,0% |
| M   | 4,6%  | 4,6%  | 3,5%  | 3,5% |

| RDA | 19–30 | 31–50 | 51–70 | 70+ |
| --- | ----- | ----- | ----- | --- |
| K   | 38%   | 38%   | 38%   | 38% |
| M   | 38%   | 38%   | 38%   | 38% |

| RDA | 19–30 | 31–50 | 51–70 | 70+  |
| --- | ----- | ----- | ----- | ---- |
| K   | 0,0%  | 0,0%  | 0,0%  | 0,0% |
| M   | 0,0%  | 0,0%  | 0,0%  | 0,0% |

| RDA | 19–30 | 31–50 | 51–70 | 70+ |
| --- | ----- | ----- | ----- | --- |
| K   | 14%   | 14%   | 14%   | 14% |
| M   | 11%   | 11%   | 11%   | 11% |

| RDA | 19–30 | 31–50 | 51–70 | 70+  |
| --- | ----- | ----- | ----- | ---- |
| K   | 0,0%  | 0,0%  | 0,0%  | 0,0% |
| M   | 0,0%  | 0,0%  | 0,0%  | 0,0% |

| RDA | 19–30 | 31–50 | 51–70 | 70+ |
| --- | ----- | ----- | ----- | --- |
| K   | 12%   | 12%   | 12%   | 12% |
| M   | 12%   | 12%   | 12%   | 12% |

| RDA | 19–30 | 31–50 | 51–70 | 70+ |
| --- | ----- | ----- | ----- | --- |
| K   | 35%   | 35%   | 35%   | 35% |
| M   | 29%   | 29%   | 29%   | 29% |

| RDA | 19–30 | 31–50 | 51–70 | 70+ |
| --- | ----- | ----- | ----- | --- |
| K   | 13%   | 13%   | 13%   | 13% |
| M   | 12%   | 12%   | 12%   | 12% |

| RDA | 19–30 | 31–50 | 51–70 | 70+ |
| --- | ----- | ----- | ----- | --- |
| K   | 15%   | 15%   | 15%   | 15% |
| M   | 13%   | 13%   | 13%   | 13% |

| RDA | 19–30 | 31–50 | 51–70 | 70+  |
| --- | ----- | ----- | ----- | ---- |
| K   | 8,9%  | 8,9%  | 8,9%  | 8,9% |
| M   | 7,8%  | 7,8%  | 7,8%  | 7,8% |

| RDA | 19–30 | 31–50 | 51–70 | 70+  |
| --- | ----- | ----- | ----- | ---- |
| K   | 4,6%  | 4,6%  | 4,0%  | 4,0% |
| M   | 4,6%  | 4,6%  | 3,5%  | 3,5% |

| RDA | 19–30 | 31–50 | 51–70 | 70+ |
| --- | ----- | ----- | ----- | --- |
| K   | 38%   | 38%   | 38%   | 38% |
| M   | 38%   | 38%   | 38%   | 38% |

| RDA | 19–30 | 31–50 | 51–70 | 70+  |
| --- | ----- | ----- | ----- | ---- |
| K   | 0,0%  | 0,0%  | 0,0%  | 0,0% |
| M   | 0,0%  | 0,0%  | 0,0%  | 0,0% |

| RDA | 19–30 | 31–50 | 51–70 | 70+ |
| --- | ----- | ----- | ----- | --- |
| K   | 14%   | 14%   | 14%   | 14% |
| M   | 11%   | 11%   | 11%   | 11% |

| RDA | 19–30 | 31–50 | 51–70 | 70+  |
| --- | ----- | ----- | ----- | ---- |
| K   | 0,0%  | 0,0%  | 0,0%  | 0,0% |
| M   | 0,0%  | 0,0%  | 0,0%  | 0,0% |

| RDA | 19–30 | 31–50 | 51–70 | 70+ |
| --- | ----- | ----- | ----- | --- |
| K   | 12%   | 12%   | 12%   | 12% |
| M   | 12%   | 12%   | 12%   | 12% |

| RDA | 19–30 | 31–50 | 51–70 | 70+  |
| --- | ----- | ----- | ----- | ---- |
| K   | 7,4%  | 7,4%  | 7,4%  | 7,4% |
| M   | 7,4%  | 7,4%  | 7,4%  | 7,4% |

| RDA | 19–30 | 31–50 | 51–70 | 70+  |
| --- | ----- | ----- | ----- | ---- |
| K   | 2,2%  | 2,2%  | 1,8%  | 1,8% |
| M   | 2,2%  | 2,2%  | 2,2%  | 1,8% |

| RDA | 19–30 | 31–50 | 51–70 | 70+  |
| --- | ----- | ----- | ----- | ---- |
| K   | 5,8%  | 5,6%  | 5,6%  | 5,6% |
| M   | 4,5%  | 4,3%  | 4,3%  | 4,3% |

| AI | 19–30 | 31–50 | 51–70 | 70+  |
| -- | ----- | ----- | ----- | ---- |
| K  | 6,4%  | 6,4%  | 6,4%  | 6,4% |
| M  | 6,4%  | 6,4%  | 6,4%  | 6,4% |

| AI | 19–30 | 31–50 | 51–70 | 70+  |
| -- | ----- | ----- | ----- | ---- |
| K  | 0,1%  | 0,1%  | 0,2%  | 0,2% |
| M  | 0,1%  | 0,1%  | 0,2%  | 0,2% |

| RDA | 19–30 | 31–50 | 51–70 | 70+  |
| --- | ----- | ----- | ----- | ---- |
| K   | 7,4%  | 7,4%  | 7,4%  | 7,4% |
| M   | 7,4%  | 7,4%  | 7,4%  | 7,4% |

| RDA | 19–30 | 31–50 | 51–70 | 70+  |
| --- | ----- | ----- | ----- | ---- |
| K   | 2,2%  | 2,2%  | 1,8%  | 1,8% |
| M   | 2,2%  | 2,2%  | 2,2%  | 1,8% |

| RDA | 19–30 | 31–50 | 51–70 | 70+  |
| --- | ----- | ----- | ----- | ---- |
| K   | 5,8%  | 5,6%  | 5,6%  | 5,6% |
| M   | 4,5%  | 4,3%  | 4,3%  | 4,3% |

| AI | 19–30 | 31–50 | 51–70 | 70+  |
| -- | ----- | ----- | ----- | ---- |
| K  | 6,4%  | 6,4%  | 6,4%  | 6,4% |
| M  | 6,4%  | 6,4%  | 6,4%  | 6,4% |

| AI | 19–30 | 31–50 | 51–70 | 70+  |
| -- | ----- | ----- | ----- | ---- |
| K  | 0,1%  | 0,1%  | 0,2%  | 0,2% |
| M  | 0,1%  | 0,1%  | 0,2%  | 0,2% |

| RDA | 19–30 | 31–50 | 51–70 | 70+  |
| --- | ----- | ----- | ----- | ---- |
| K   | 4,7%  | 4,7%  | 4,7%  | 4,7% |
| M   | 4,7%  | 4,7%  | 4,7%  | 4,7% |

| RDA | 19–30 | 31–50 | 51–70 | 70+  |
| --- | ----- | ----- | ----- | ---- |
| K   | 3,9%  | 3,9%  | 8,8%  | 8,8% |
| M   | 8,8%  | 8,8%  | 8,8%  | 8,8% |

| RDA | 19–30 | 31–50 | 51–70 | 70+  |
| --- | ----- | ----- | ----- | ---- |
| K   | 8,9%  | 8,9%  | 8,9%  | 8,9% |
| M   | 8,9%  | 8,9%  | 8,9%  | 8,9% |

| RDA | 19–30 | 31–50 | 51–70 | 70+  |
| --- | ----- | ----- | ----- | ---- |
| K   | 11%   | 11%   | 11%   | 11%  |
| M   | 8,2%  | 8,2%  | 8,2%  | 8,2% |

| AI | 19–30 | 31–50 | 51–70 | 70+  |
| -- | ----- | ----- | ----- | ---- |
| K  | 11%   | 11%   | 11%   | 11%  |
| M  | 8,7%  | 8,7%  | 8,7%  | 8,7% |

| RDA | 19–30 | 31–50 | 51–70 | 70+  |
| --- | ----- | ----- | ----- | ---- |
| K   | 4,7%  | 4,7%  | 4,7%  | 4,7% |
| M   | 4,7%  | 4,7%  | 4,7%  | 4,7% |

| RDA | 19–30 | 31–50 | 51–70 | 70+  |
| --- | ----- | ----- | ----- | ---- |
| K   | 3,9%  | 3,9%  | 8,8%  | 8,8% |
| M   | 8,8%  | 8,8%  | 8,8%  | 8,8% |

| RDA | 19–30 | 31–50 | 51–70 | 70+  |
| --- | ----- | ----- | ----- | ---- |
| K   | 8,9%  | 8,9%  | 8,9%  | 8,9% |
| M   | 8,9%  | 8,9%  | 8,9%  | 8,9% |

| RDA | 19–30 | 31–50 | 51–70 | 70+  |
| --- | ----- | ----- | ----- | ---- |
| K   | 11%   | 11%   | 11%   | 11%  |
| M   | 8,2%  | 8,2%  | 8,2%  | 8,2% |

| AI | 19–30 | 31–50 | 51–70 | 70+  |
| -- | ----- | ----- | ----- | ---- |
| K  | 11%   | 11%   | 11%   | 11%  |
| M  | 8,7%  | 8,7%  | 8,7%  | 8,7% |

| Wartość odżywcza |
| Szparagi, świeże |
| (100 g)          |

|     |       | \| RDA \| 19–30 \| 31–50 \| 51–70 \| 70+ \| \| --- \| ----- \| ----- \| ----- \| ---- \| \| K \| 4,1% \| 4,1% \| 4,1% \| 4,1% \| \| M \| 3,4% \| 3,4% \| 3,4% \| 3,4% \| |       |      |
| RDA | 19–30 | 31–50 | 51–70 | 70+  |
| K   | 4,1%  | 4,1% | 4,1%  | 4,1% |
| M   | 3,4%  | 3,4% | 3,4%  | 3,4% |

| RDA | 19–30 | 31–50 | 51–70 | 70+  |
| --- | ----- | ----- | ----- | ---- |
| K   | 4,1%  | 4,1%  | 4,1%  | 4,1% |
| M   | 3,4%  | 3,4%  | 3,4%  | 3,4% |

| RDA | 19–30 | 31–50 | 51–70 | 70+  |
| --- | ----- | ----- | ----- | ---- |
| K   | 1,7%  | 1,7%  | 1,7%  | 1,7% |
| M   | 1,7%  | 1,7%  | 1,7%  | 1,7% |

| AI | 19–30 | 31–50 | 51–70 | 70+  |
| -- | ----- | ----- | ----- | ---- |
| K  | 6,0%  | 6,0%  | 7,1%  | 7,1% |
| M  | 3,9%  | 3,9%  | 5,0%  | 5,0% |

| RDA | 19–30 | 31–50 | 51–70 | 70+  |
| --- | ----- | ----- | ----- | ---- |
| K   | 1,7%  | 1,7%  | 1,7%  | 1,7% |
| M   | 1,7%  | 1,7%  | 1,7%  | 1,7% |

| AI | 19–30 | 31–50 | 51–70 | 70+  |
| -- | ----- | ----- | ----- | ---- |
| K  | 6,0%  | 6,0%  | 7,1%  | 7,1% |
| M  | 3,9%  | 3,9%  | 5,0%  | 5,0% |

| AI | 19–30 | 31–50 | 51–70 | 70+  |
| -- | ----- | ----- | ----- | ---- |
| K  | 0,9%  | 0,9%  | 0,9%  | 0,9% |
| M  | 0,6%  | 0,6%  | 0,6%  | 0,6% |

| AI | 19–30 | 31–50 | 51–70 | 70+  |
| -- | ----- | ----- | ----- | ---- |
| K  | 0,8%  | 0,8%  | 0,9%  | 0,9% |
| M  | 0,6%  | 0,6%  | 0,7%  | 0,7% |

| AI | 19–30 | 31–50 | 51–70 | 70+  |
| -- | ----- | ----- | ----- | ---- |
| K  | 0,9%  | 0,9%  | 0,9%  | 0,9% |
| M  | 0,6%  | 0,6%  | 0,6%  | 0,6% |

| AI | 19–30 | 31–50 | 51–70 | 70+  |
| -- | ----- | ----- | ----- | ---- |
| K  | 0,8%  | 0,8%  | 0,9%  | 0,9% |
| M  | 0,6%  | 0,6%  | 0,7%  | 0,7% |

|    |       | \| AI \| 19–30 \| 31–50 \| 51–70 \| 70+ \| \| -- \| ----- \| ----- \| ----- \| ---- \| \| K \| 3,5% \| 3,5% \| 3,5% \| 3,5% \| \| M \| 2,5% \| 2,5% \| 2,5% \| 2,5% \| |       |      |
| AI | 19–30 | 31–50 | 51–70 | 70+  |
| K  | 3,5%  | 3,5% | 3,5%  | 3,5% |
| M  | 2,5%  | 2,5% | 2,5%  | 2,5% |

| AI | 19–30 | 31–50 | 51–70 | 70+  |
| -- | ----- | ----- | ----- | ---- |
| K  | 3,5%  | 3,5%  | 3,5%  | 3,5% |
| M  | 2,5%  | 2,5%  | 2,5%  | 2,5% |

|     |       | \| RDA \| 19–30 \| 31–50 \| 51–70 \| 70+ \| \| --- \| ----- \| ----- \| ----- \| ---- \| \| K \| 4,1% \| 4,1% \| 4,1% \| 4,1% \| \| M \| 3,4% \| 3,4% \| 3,4% \| 3,4% \| |       |      |
| RDA | 19–30 | 31–50 | 51–70 | 70+  |
| K   | 4,1%  | 4,1% | 4,1%  | 4,1% |
| M   | 3,4%  | 3,4% | 3,4%  | 3,4% |

| RDA | 19–30 | 31–50 | 51–70 | 70+  |
| --- | ----- | ----- | ----- | ---- |
| K   | 4,1%  | 4,1%  | 4,1%  | 4,1% |
| M   | 3,4%  | 3,4%  | 3,4%  | 3,4% |

| RDA | 19–30 | 31–50 | 51–70 | 70+  |
| --- | ----- | ----- | ----- | ---- |
| K   | 1,7%  | 1,7%  | 1,7%  | 1,7% |
| M   | 1,7%  | 1,7%  | 1,7%  | 1,7% |

| AI | 19–30 | 31–50 | 51–70 | 70+  |
| -- | ----- | ----- | ----- | ---- |
| K  | 6,0%  | 6,0%  | 7,1%  | 7,1% |
| M  | 3,9%  | 3,9%  | 5,0%  | 5,0% |

| RDA | 19–30 | 31–50 | 51–70 | 70+  |
| --- | ----- | ----- | ----- | ---- |
| K   | 1,7%  | 1,7%  | 1,7%  | 1,7% |
| M   | 1,7%  | 1,7%  | 1,7%  | 1,7% |

| AI | 19–30 | 31–50 | 51–70 | 70+  |
| -- | ----- | ----- | ----- | ---- |
| K  | 6,0%  | 6,0%  | 7,1%  | 7,1% |
| M  | 3,9%  | 3,9%  | 5,0%  | 5,0% |

| AI | 19–30 | 31–50 | 51–70 | 70+  |
| -- | ----- | ----- | ----- | ---- |
| K  | 0,9%  | 0,9%  | 0,9%  | 0,9% |
| M  | 0,6%  | 0,6%  | 0,6%  | 0,6% |

| AI | 19–30 | 31–50 | 51–70 | 70+  |
| -- | ----- | ----- | ----- | ---- |
| K  | 0,8%  | 0,8%  | 0,9%  | 0,9% |
| M  | 0,6%  | 0,6%  | 0,7%  | 0,7% |

| AI | 19–30 | 31–50 | 51–70 | 70+  |
| -- | ----- | ----- | ----- | ---- |
| K  | 0,9%  | 0,9%  | 0,9%  | 0,9% |
| M  | 0,6%  | 0,6%  | 0,6%  | 0,6% |

| AI | 19–30 | 31–50 | 51–70 | 70+  |
| -- | ----- | ----- | ----- | ---- |
| K  | 0,8%  | 0,8%  | 0,9%  | 0,9% |
| M  | 0,6%  | 0,6%  | 0,7%  | 0,7% |

|    |       | \| AI \| 19–30 \| 31–50 \| 51–70 \| 70+ \| \| -- \| ----- \| ----- \| ----- \| ---- \| \| K \| 3,5% \| 3,5% \| 3,5% \| 3,5% \| \| M \| 2,5% \| 2,5% \| 2,5% \| 2,5% \| |       |      |
| AI | 19–30 | 31–50 | 51–70 | 70+  |
| K  | 3,5%  | 3,5% | 3,5%  | 3,5% |
| M  | 2,5%  | 2,5% | 2,5%  | 2,5% |

| AI | 19–30 | 31–50 | 51–70 | 70+  |
| -- | ----- | ----- | ----- | ---- |
| K  | 3,5%  | 3,5%  | 3,5%  | 3,5% |
| M  | 2,5%  | 2,5%  | 2,5%  | 2,5% |

| RDA | 19–30 | 31–50 | 51–70 | 70+ |
| --- | ----- | ----- | ----- | --- |
| K   | 35%   | 35%   | 35%   | 35% |
| M   | 29%   | 29%   | 29%   | 29% |

| RDA | 19–30 | 31–50 | 51–70 | 70+ |
| --- | ----- | ----- | ----- | --- |
| K   | 13%   | 13%   | 13%   | 13% |
| M   | 12%   | 12%   | 12%   | 12% |

| RDA | 19–30 | 31–50 | 51–70 | 70+ |
| --- | ----- | ----- | ----- | --- |
| K   | 15%   | 15%   | 15%   | 15% |
| M   | 13%   | 13%   | 13%   | 13% |

| RDA | 19–30 | 31–50 | 51–70 | 70+  |
| --- | ----- | ----- | ----- | ---- |
| K   | 8,9%  | 8,9%  | 8,9%  | 8,9% |
| M   | 7,8%  | 7,8%  | 7,8%  | 7,8% |

| RDA | 19–30 | 31–50 | 51–70 | 70+  |
| --- | ----- | ----- | ----- | ---- |
| K   | 4,6%  | 4,6%  | 4,0%  | 4,0% |
| M   | 4,6%  | 4,6%  | 3,5%  | 3,5% |

| RDA | 19–30 | 31–50 | 51–70 | 70+ |
| --- | ----- | ----- | ----- | --- |
| K   | 38%   | 38%   | 38%   | 38% |
| M   | 38%   | 38%   | 38%   | 38% |

| RDA | 19–30 | 31–50 | 51–70 | 70+  |
| --- | ----- | ----- | ----- | ---- |
| K   | 0,0%  | 0,0%  | 0,0%  | 0,0% |
| M   | 0,0%  | 0,0%  | 0,0%  | 0,0% |

| RDA | 19–30 | 31–50 | 51–70 | 70+ |
| --- | ----- | ----- | ----- | --- |
| K   | 14%   | 14%   | 14%   | 14% |
| M   | 11%   | 11%   | 11%   | 11% |

| RDA | 19–30 | 31–50 | 51–70 | 70+  |
| --- | ----- | ----- | ----- | ---- |
| K   | 0,0%  | 0,0%  | 0,0%  | 0,0% |
| M   | 0,0%  | 0,0%  | 0,0%  | 0,0% |

| RDA | 19–30 | 31–50 | 51–70 | 70+ |
| --- | ----- | ----- | ----- | --- |
| K   | 12%   | 12%   | 12%   | 12% |
| M   | 12%   | 12%   | 12%   | 12% |

| RDA | 19–30 | 31–50 | 51–70 | 70+ |
| --- | ----- | ----- | ----- | --- |
| K   | 35%   | 35%   | 35%   | 35% |
| M   | 29%   | 29%   | 29%   | 29% |

| RDA | 19–30 | 31–50 | 51–70 | 70+ |
| --- | ----- | ----- | ----- | --- |
| K   | 13%   | 13%   | 13%   | 13% |
| M   | 12%   | 12%   | 12%   | 12% |

| RDA | 19–30 | 31–50 | 51–70 | 70+ |
| --- | ----- | ----- | ----- | --- |
| K   | 15%   | 15%   | 15%   | 15% |
| M   | 13%   | 13%   | 13%   | 13% |

| RDA | 19–30 | 31–50 | 51–70 | 70+  |
| --- | ----- | ----- | ----- | ---- |
| K   | 8,9%  | 8,9%  | 8,9%  | 8,9% |
| M   | 7,8%  | 7,8%  | 7,8%  | 7,8% |

| RDA | 19–30 | 31–50 | 51–70 | 70+  |
| --- | ----- | ----- | ----- | ---- |
| K   | 4,6%  | 4,6%  | 4,0%  | 4,0% |
| M   | 4,6%  | 4,6%  | 3,5%  | 3,5% |

| RDA | 19–30 | 31–50 | 51–70 | 70+ |
| --- | ----- | ----- | ----- | --- |
| K   | 38%   | 38%   | 38%   | 38% |
| M   | 38%   | 38%   | 38%   | 38% |

| RDA | 19–30 | 31–50 | 51–70 | 70+  |
| --- | ----- | ----- | ----- | ---- |
| K   | 0,0%  | 0,0%  | 0,0%  | 0,0% |
| M   | 0,0%  | 0,0%  | 0,0%  | 0,0% |

| RDA | 19–30 | 31–50 | 51–70 | 70+ |
| --- | ----- | ----- | ----- | --- |
| K   | 14%   | 14%   | 14%   | 14% |
| M   | 11%   | 11%   | 11%   | 11% |

| RDA | 19–30 | 31–50 | 51–70 | 70+  |
| --- | ----- | ----- | ----- | ---- |
| K   | 0,0%  | 0,0%  | 0,0%  | 0,0% |
| M   | 0,0%  | 0,0%  | 0,0%  | 0,0% |

| RDA | 19–30 | 31–50 | 51–70 | 70+ |
| --- | ----- | ----- | ----- | --- |
| K   | 12%   | 12%   | 12%   | 12% |
| M   | 12%   | 12%   | 12%   | 12% |

| RDA | 19–30 | 31–50 | 51–70 | 70+  |
| --- | ----- | ----- | ----- | ---- |
| K   | 7,4%  | 7,4%  | 7,4%  | 7,4% |
| M   | 7,4%  | 7,4%  | 7,4%  | 7,4% |

| RDA | 19–30 | 31–50 | 51–70 | 70+  |
| --- | ----- | ----- | ----- | ---- |
| K   | 2,2%  | 2,2%  | 1,8%  | 1,8% |
| M   | 2,2%  | 2,2%  | 2,2%  | 1,8% |

| RDA | 19–30 | 31–50 | 51–70 | 70+  |
| --- | ----- | ----- | ----- | ---- |
| K   | 5,8%  | 5,6%  | 5,6%  | 5,6% |
| M   | 4,5%  | 4,3%  | 4,3%  | 4,3% |

| AI | 19–30 | 31–50 | 51–70 | 70+  |
| -- | ----- | ----- | ----- | ---- |
| K  | 6,4%  | 6,4%  | 6,4%  | 6,4% |
| M  | 6,4%  | 6,4%  | 6,4%  | 6,4% |

| AI | 19–30 | 31–50 | 51–70 | 70+  |
| -- | ----- | ----- | ----- | ---- |
| K  | 0,1%  | 0,1%  | 0,2%  | 0,2% |
| M  | 0,1%  | 0,1%  | 0,2%  | 0,2% |

| RDA | 19–30 | 31–50 | 51–70 | 70+  |
| --- | ----- | ----- | ----- | ---- |
| K   | 7,4%  | 7,4%  | 7,4%  | 7,4% |
| M   | 7,4%  | 7,4%  | 7,4%  | 7,4% |

| RDA | 19–30 | 31–50 | 51–70 | 70+  |
| --- | ----- | ----- | ----- | ---- |
| K   | 2,2%  | 2,2%  | 1,8%  | 1,8% |
| M   | 2,2%  | 2,2%  | 2,2%  | 1,8% |

| RDA | 19–30 | 31–50 | 51–70 | 70+  |
| --- | ----- | ----- | ----- | ---- |
| K   | 5,8%  | 5,6%  | 5,6%  | 5,6% |
| M   | 4,5%  | 4,3%  | 4,3%  | 4,3% |

| AI | 19–30 | 31–50 | 51–70 | 70+  |
| -- | ----- | ----- | ----- | ---- |
| K  | 6,4%  | 6,4%  | 6,4%  | 6,4% |
| M  | 6,4%  | 6,4%  | 6,4%  | 6,4% |

| AI | 19–30 | 31–50 | 51–70 | 70+  |
| -- | ----- | ----- | ----- | ---- |
| K  | 0,1%  | 0,1%  | 0,2%  | 0,2% |
| M  | 0,1%  | 0,1%  | 0,2%  | 0,2% |

| RDA | 19–30 | 31–50 | 51–70 | 70+  |
| --- | ----- | ----- | ----- | ---- |
| K   | 4,7%  | 4,7%  | 4,7%  | 4,7% |
| M   | 4,7%  | 4,7%  | 4,7%  | 4,7% |

| RDA | 19–30 | 31–50 | 51–70 | 70+  |
| --- | ----- | ----- | ----- | ---- |
| K   | 3,9%  | 3,9%  | 8,8%  | 8,8% |
| M   | 8,8%  | 8,8%  | 8,8%  | 8,8% |

| RDA | 19–30 | 31–50 | 51–70 | 70+  |
| --- | ----- | ----- | ----- | ---- |
| K   | 8,9%  | 8,9%  | 8,9%  | 8,9% |
| M   | 8,9%  | 8,9%  | 8,9%  | 8,9% |

| RDA | 19–30 | 31–50 | 51–70 | 70+  |
| --- | ----- | ----- | ----- | ---- |
| K   | 11%   | 11%   | 11%   | 11%  |
| M   | 8,2%  | 8,2%  | 8,2%  | 8,2% |

| AI | 19–30 | 31–50 | 51–70 | 70+  |
| -- | ----- | ----- | ----- | ---- |
| K  | 11%   | 11%   | 11%   | 11%  |
| M  | 8,7%  | 8,7%  | 8,7%  | 8,7% |

| RDA | 19–30 | 31–50 | 51–70 | 70+  |
| --- | ----- | ----- | ----- | ---- |
| K   | 4,7%  | 4,7%  | 4,7%  | 4,7% |
| M   | 4,7%  | 4,7%  | 4,7%  | 4,7% |

| RDA | 19–30 | 31–50 | 51–70 | 70+  |
| --- | ----- | ----- | ----- | ---- |
| K   | 3,9%  | 3,9%  | 8,8%  | 8,8% |
| M   | 8,8%  | 8,8%  | 8,8%  | 8,8% |

| RDA | 19–30 | 31–50 | 51–70 | 70+  |
| --- | ----- | ----- | ----- | ---- |
| K   | 8,9%  | 8,9%  | 8,9%  | 8,9% |
| M   | 8,9%  | 8,9%  | 8,9%  | 8,9% |

| RDA | 19–30 | 31–50 | 51–70 | 70+  |
| --- | ----- | ----- | ----- | ---- |
| K   | 11%   | 11%   | 11%   | 11%  |
| M   | 8,2%  | 8,2%  | 8,2%  | 8,2% |

| AI | 19–30 | 31–50 | 51–70 | 70+  |
| -- | ----- | ----- | ----- | ---- |
| K  | 11%   | 11%   | 11%   | 11%  |
| M  | 8,7%  | 8,7%  | 8,7%  | 8,7% |

| RDA | 19–30 | 31–50 | 51–70 | 70+ |
| --- | ----- | ----- | ----- | --- |
| K   | 35%   | 35%   | 35%   | 35% |
| M   | 29%   | 29%   | 29%   | 29% |

| RDA | 19–30 | 31–50 | 51–70 | 70+ |
| --- | ----- | ----- | ----- | --- |
| K   | 13%   | 13%   | 13%   | 13% |
| M   | 12%   | 12%   | 12%   | 12% |

| RDA | 19–30 | 31–50 | 51–70 | 70+ |
| --- | ----- | ----- | ----- | --- |
| K   | 15%   | 15%   | 15%   | 15% |
| M   | 13%   | 13%   | 13%   | 13% |

| RDA | 19–30 | 31–50 | 51–70 | 70+  |
| --- | ----- | ----- | ----- | ---- |
| K   | 8,9%  | 8,9%  | 8,9%  | 8,9% |
| M   | 7,8%  | 7,8%  | 7,8%  | 7,8% |

| RDA | 19–30 | 31–50 | 51–70 | 70+  |
| --- | ----- | ----- | ----- | ---- |
| K   | 4,6%  | 4,6%  | 4,0%  | 4,0% |
| M   | 4,6%  | 4,6%  | 3,5%  | 3,5% |

| RDA | 19–30 | 31–50 | 51–70 | 70+ |
| --- | ----- | ----- | ----- | --- |
| K   | 38%   | 38%   | 38%   | 38% |
| M   | 38%   | 38%   | 38%   | 38% |

| RDA | 19–30 | 31–50 | 51–70 | 70+  |
| --- | ----- | ----- | ----- | ---- |
| K   | 0,0%  | 0,0%  | 0,0%  | 0,0% |
| M   | 0,0%  | 0,0%  | 0,0%  | 0,0% |

| RDA | 19–30 | 31–50 | 51–70 | 70+ |
| --- | ----- | ----- | ----- | --- |
| K   | 14%   | 14%   | 14%   | 14% |
| M   | 11%   | 11%   | 11%   | 11% |

| RDA | 19–30 | 31–50 | 51–70 | 70+  |
| --- | ----- | ----- | ----- | ---- |
| K   | 0,0%  | 0,0%  | 0,0%  | 0,0% |
| M   | 0,0%  | 0,0%  | 0,0%  | 0,0% |

| RDA | 19–30 | 31–50 | 51–70 | 70+ |
| --- | ----- | ----- | ----- | --- |
| K   | 12%   | 12%   | 12%   | 12% |
| M   | 12%   | 12%   | 12%   | 12% |

| RDA | 19–30 | 31–50 | 51–70 | 70+ |
| --- | ----- | ----- | ----- | --- |
| K   | 35%   | 35%   | 35%   | 35% |
| M   | 29%   | 29%   | 29%   | 29% |

| RDA | 19–30 | 31–50 | 51–70 | 70+ |
| --- | ----- | ----- | ----- | --- |
| K   | 13%   | 13%   | 13%   | 13% |
| M   | 12%   | 12%   | 12%   | 12% |

| RDA | 19–30 | 31–50 | 51–70 | 70+ |
| --- | ----- | ----- | ----- | --- |
| K   | 15%   | 15%   | 15%   | 15% |
| M   | 13%   | 13%   | 13%   | 13% |

| RDA | 19–30 | 31–50 | 51–70 | 70+  |
| --- | ----- | ----- | ----- | ---- |
| K   | 8,9%  | 8,9%  | 8,9%  | 8,9% |
| M   | 7,8%  | 7,8%  | 7,8%  | 7,8% |

| RDA | 19–30 | 31–50 | 51–70 | 70+  |
| --- | ----- | ----- | ----- | ---- |
| K   | 4,6%  | 4,6%  | 4,0%  | 4,0% |
| M   | 4,6%  | 4,6%  | 3,5%  | 3,5% |

| RDA | 19–30 | 31–50 | 51–70 | 70+ |
| --- | ----- | ----- | ----- | --- |
| K   | 38%   | 38%   | 38%   | 38% |
| M   | 38%   | 38%   | 38%   | 38% |

| RDA | 19–30 | 31–50 | 51–70 | 70+  |
| --- | ----- | ----- | ----- | ---- |
| K   | 0,0%  | 0,0%  | 0,0%  | 0,0% |
| M   | 0,0%  | 0,0%  | 0,0%  | 0,0% |

| RDA | 19–30 | 31–50 | 51–70 | 70+ |
| --- | ----- | ----- | ----- | --- |
| K   | 14%   | 14%   | 14%   | 14% |
| M   | 11%   | 11%   | 11%   | 11% |

| RDA | 19–30 | 31–50 | 51–70 | 70+  |
| --- | ----- | ----- | ----- | ---- |
| K   | 0,0%  | 0,0%  | 0,0%  | 0,0% |
| M   | 0,0%  | 0,0%  | 0,0%  | 0,0% |

| RDA | 19–30 | 31–50 | 51–70 | 70+ |
| --- | ----- | ----- | ----- | --- |
| K   | 12%   | 12%   | 12%   | 12% |
| M   | 12%   | 12%   | 12%   | 12% |

| RDA | 19–30 | 31–50 | 51–70 | 70+  |
| --- | ----- | ----- | ----- | ---- |
| K   | 7,4%  | 7,4%  | 7,4%  | 7,4% |
| M   | 7,4%  | 7,4%  | 7,4%  | 7,4% |

| RDA | 19–30 | 31–50 | 51–70 | 70+  |
| --- | ----- | ----- | ----- | ---- |
| K   | 2,2%  | 2,2%  | 1,8%  | 1,8% |
| M   | 2,2%  | 2,2%  | 2,2%  | 1,8% |

| RDA | 19–30 | 31–50 | 51–70 | 70+  |
| --- | ----- | ----- | ----- | ---- |
| K   | 5,8%  | 5,6%  | 5,6%  | 5,6% |
| M   | 4,5%  | 4,3%  | 4,3%  | 4,3% |

| AI | 19–30 | 31–50 | 51–70 | 70+  |
| -- | ----- | ----- | ----- | ---- |
| K  | 6,4%  | 6,4%  | 6,4%  | 6,4% |
| M  | 6,4%  | 6,4%  | 6,4%  | 6,4% |

| AI | 19–30 | 31–50 | 51–70 | 70+  |
| -- | ----- | ----- | ----- | ---- |
| K  | 0,1%  | 0,1%  | 0,2%  | 0,2% |
| M  | 0,1%  | 0,1%  | 0,2%  | 0,2% |

| RDA | 19–30 | 31–50 | 51–70 | 70+  |
| --- | ----- | ----- | ----- | ---- |
| K   | 7,4%  | 7,4%  | 7,4%  | 7,4% |
| M   | 7,4%  | 7,4%  | 7,4%  | 7,4% |

| RDA | 19–30 | 31–50 | 51–70 | 70+  |
| --- | ----- | ----- | ----- | ---- |
| K   | 2,2%  | 2,2%  | 1,8%  | 1,8% |
| M   | 2,2%  | 2,2%  | 2,2%  | 1,8% |

| RDA | 19–30 | 31–50 | 51–70 | 70+  |
| --- | ----- | ----- | ----- | ---- |
| K   | 5,8%  | 5,6%  | 5,6%  | 5,6% |
| M   | 4,5%  | 4,3%  | 4,3%  | 4,3% |

| AI | 19–30 | 31–50 | 51–70 | 70+  |
| -- | ----- | ----- | ----- | ---- |
| K  | 6,4%  | 6,4%  | 6,4%  | 6,4% |
| M  | 6,4%  | 6,4%  | 6,4%  | 6,4% |

| AI | 19–30 | 31–50 | 51–70 | 70+  |
| -- | ----- | ----- | ----- | ---- |
| K  | 0,1%  | 0,1%  | 0,2%  | 0,2% |
| M  | 0,1%  | 0,1%  | 0,2%  | 0,2% |

| RDA | 19–30 | 31–50 | 51–70 | 70+  |
| --- | ----- | ----- | ----- | ---- |
| K   | 4,7%  | 4,7%  | 4,7%  | 4,7% |
| M   | 4,7%  | 4,7%  | 4,7%  | 4,7% |

| RDA | 19–30 | 31–50 | 51–70 | 70+  |
| --- | ----- | ----- | ----- | ---- |
| K   | 3,9%  | 3,9%  | 8,8%  | 8,8% |
| M   | 8,8%  | 8,8%  | 8,8%  | 8,8% |

| RDA | 19–30 | 31–50 | 51–70 | 70+  |
| --- | ----- | ----- | ----- | ---- |
| K   | 8,9%  | 8,9%  | 8,9%  | 8,9% |
| M   | 8,9%  | 8,9%  | 8,9%  | 8,9% |

| RDA | 19–30 | 31–50 | 51–70 | 70+  |
| --- | ----- | ----- | ----- | ---- |
| K   | 11%   | 11%   | 11%   | 11%  |
| M   | 8,2%  | 8,2%  | 8,2%  | 8,2% |

| AI | 19–30 | 31–50 | 51–70 | 70+  |
| -- | ----- | ----- | ----- | ---- |
| K  | 11%   | 11%   | 11%   | 11%  |
| M  | 8,7%  | 8,7%  | 8,7%  | 8,7% |

| RDA | 19–30 | 31–50 | 51–70 | 70+  |
| --- | ----- | ----- | ----- | ---- |
| K   | 4,7%  | 4,7%  | 4,7%  | 4,7% |
| M   | 4,7%  | 4,7%  | 4,7%  | 4,7% |

| RDA | 19–30 | 31–50 | 51–70 | 70+  |
| --- | ----- | ----- | ----- | ---- |
| K   | 3,9%  | 3,9%  | 8,8%  | 8,8% |
| M   | 8,8%  | 8,8%  | 8,8%  | 8,8% |

| RDA | 19–30 | 31–50 | 51–70 | 70+  |
| --- | ----- | ----- | ----- | ---- |
| K   | 8,9%  | 8,9%  | 8,9%  | 8,9% |
| M   | 8,9%  | 8,9%  | 8,9%  | 8,9% |

| RDA | 19–30 | 31–50 | 51–70 | 70+  |
| --- | ----- | ----- | ----- | ---- |
| K   | 11%   | 11%   | 11%   | 11%  |
| M   | 8,2%  | 8,2%  | 8,2%  | 8,2% |

| AI | 19–30 | 31–50 | 51–70 | 70+  |
| -- | ----- | ----- | ----- | ---- |
| K  | 11%   | 11%   | 11%   | 11%  |
| M  | 8,7%  | 8,7%  | 8,7%  | 8,7% |

### Genetyka
Komórki w fazie diploidalnej mają 20 chromosomów (10 par).

### Rozwój
Z kiełkujących nasion powstają rośliny, które w pierwszym roku wytwarzają do 10-12 mięsistych korzeni oraz 5-6 dużych pąków pędów rozwijających się w roku kolejnym. Mięsiste korzenie żyją kilka lat, po czym stopniowo obumierają. Nowe wyrastają z kłącza powyżej nasad starych korzeni. Kłącze z każdym kolejnym rokiem rozrasta się na boki i ku górze. Z górnej powierzchni wyrastają pędy nadziemne zamierające w końcu jesieni i w tym czasie powstają grube pąki pędów przyszłorocznych. Młode pędy rosną wiosną, gdy gleba przy pąkach nagrzeje się do ponad 9 °C. Początkowo są grube, mięsiste, soczyste i mają przyjemny smak. W tym stadium rozwoju są jadalne. W optymalnych warunkach tempo przyrostu pędów wynosi ok. 7 mm na godzinę. Po przekroczeniu 25–30 cm wysokości przestają nadawać się do spożycia – grubieje skórka i ścianki włókien łykowych oraz drewna. Nie zebrane do celów spożywczych pędy rosną w górę, zielenieją i rozgałęziają się. Roślina kwitnie od maja do lipca (stosunek roślin męskich do żeńskich wynosi 1:1). Kwiaty zapylane są przez pszczoły. Owoce dojrzewają (czerwienieją) pod koniec lata. Rozsiewane są przez ptaki, zwłaszcza z rodzin drozdowatych i gołębiowatych.
W uprawie rośliny wytwarzają pędy corocznie przez kolejne 12, maksymalnie do 15-18 lat.

## Ekologia
Rośnie na suchych zboczach, przydrożach i w świetlistych zaroślach. Gatunek charakterystyczny dla muraw kserotermicznych z rzędu Festucetalia valesiacae. Przystosowaniem do suchych siedlisk jest redukcja liści do łusek, przejęcie funkcji asymilacyjnej przez łodygę (analogicznie jak u kaktusów) oraz głęboki system korzeniowy.

## Zmienność
Wyróżnia się dwa podgatunki:
- Asparagus officinalis L. subsp. officinalis – podgatunek typowy, którego zasięg pokrywa się z zasięgiem gatunku.
- Asparagus officinalis L. subsp. prostratus (Dumort.) Corb. Nouv. Fl. Normand. 568 (1894) (syn. Asparagus prostratus Dumort.) – ma rozesłaną łodygę i bardzo krótkie międzywęźla. Występuje w zbiorowiskach trawiastych na wybrzeżach morskich północno-zachodniej Europy, od północnej Hiszpanii, przez Francję do południowo-wschodniej Irlandii i północno-zachodnich Niemiec[22]. Szczególnie liczny jest na wybrzeżu Kornwalii, gdzie jedną z wysp koło półwyspu Lizard nazwano wyspą Szparagową[19].

Liczne odmiany hodowlane podgatunku typowego różnią się cechami użytkowymi (plennością, jakością wypustek i odpornością na choroby), są odmiany całkowicie męskie i dwupienne. Odmiany męskie dają bardziej cenione pędy i nie zachwaszczają plantacji trudnymi do zwalczenia siewkami szparaga, ale mają większe od dwupiennych wymagania glebowe. Do najstarszych uprawianych u nas należą niemieckie odmiany 'Huchel's Leistungsauslese' oraz 'Schwetzinger Meisterschuss'. Są one mniej plenne od nowszych odmian, zwłaszcza holenderskich, ale dają wypustki dobrej jakości i są mało wymagające. Do odmian bardzo plennych, ale wymagających dobrych stanowisk należą holenderskie 'Franklin' i 'Gynlim'. Mimo wprowadzania kolejnych odmian szparagi nieznacznie zmieniają się z biegiem lat. Wiele współczesnych kultywarów stanowi jedynie wariacje niewiele odbiegające od oryginału wciąż obecnej w uprawie od XIX wieku odmiany 'Connover's Colossal'.
Podział szparagów znajdujących się w ofercie handlowej na białe i zielone nie jest wynikiem zmienności taksonomicznej tego gatunku lecz różnic w sposobie uprawy.

## Zastosowanie

### Roślina jadalna

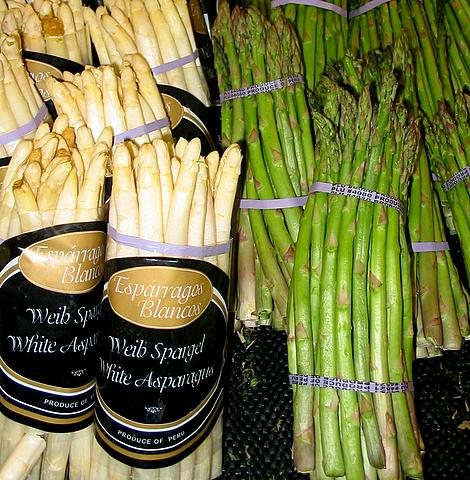
Szparagi białe i zielone

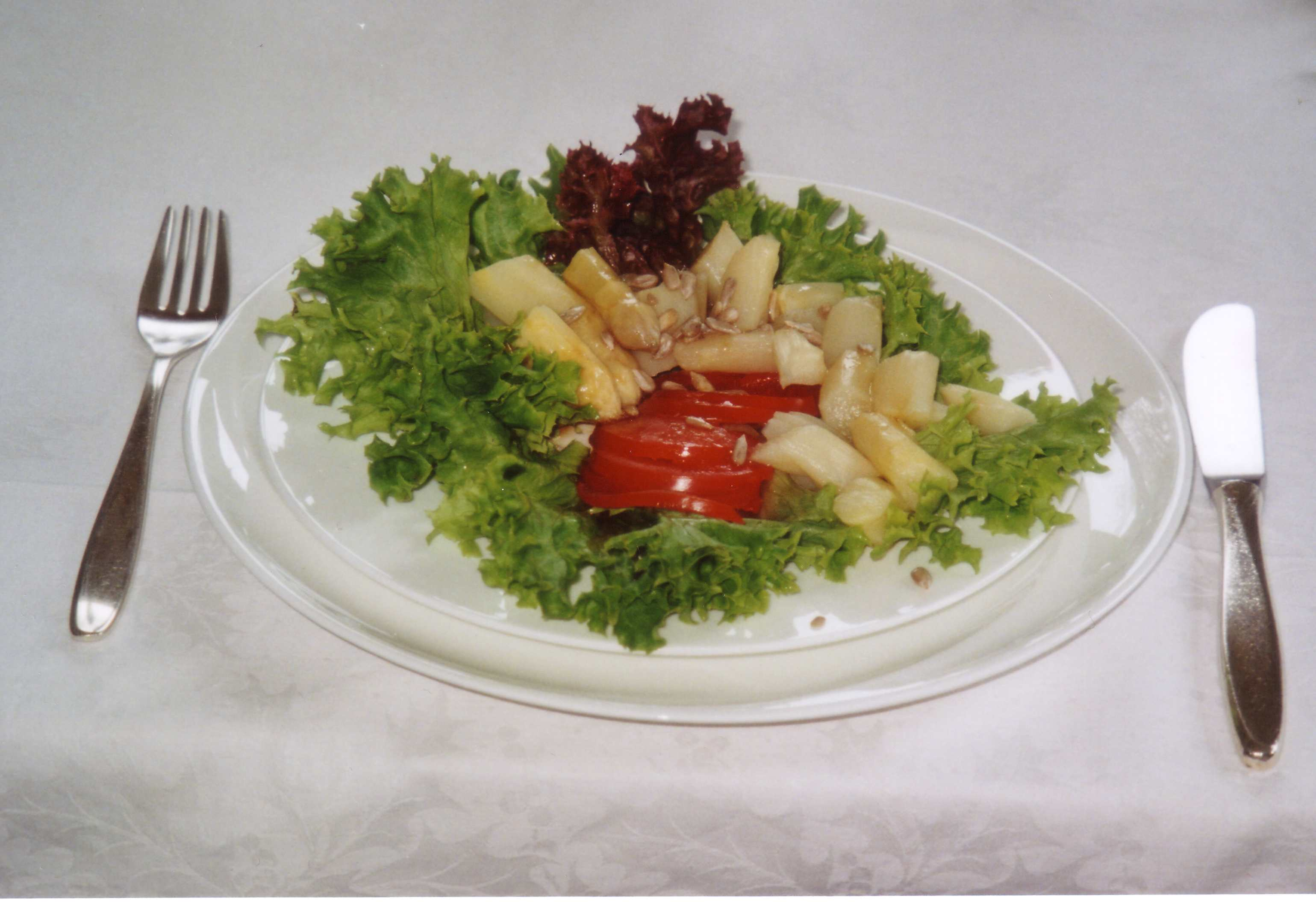
Sałatka ze szparagami

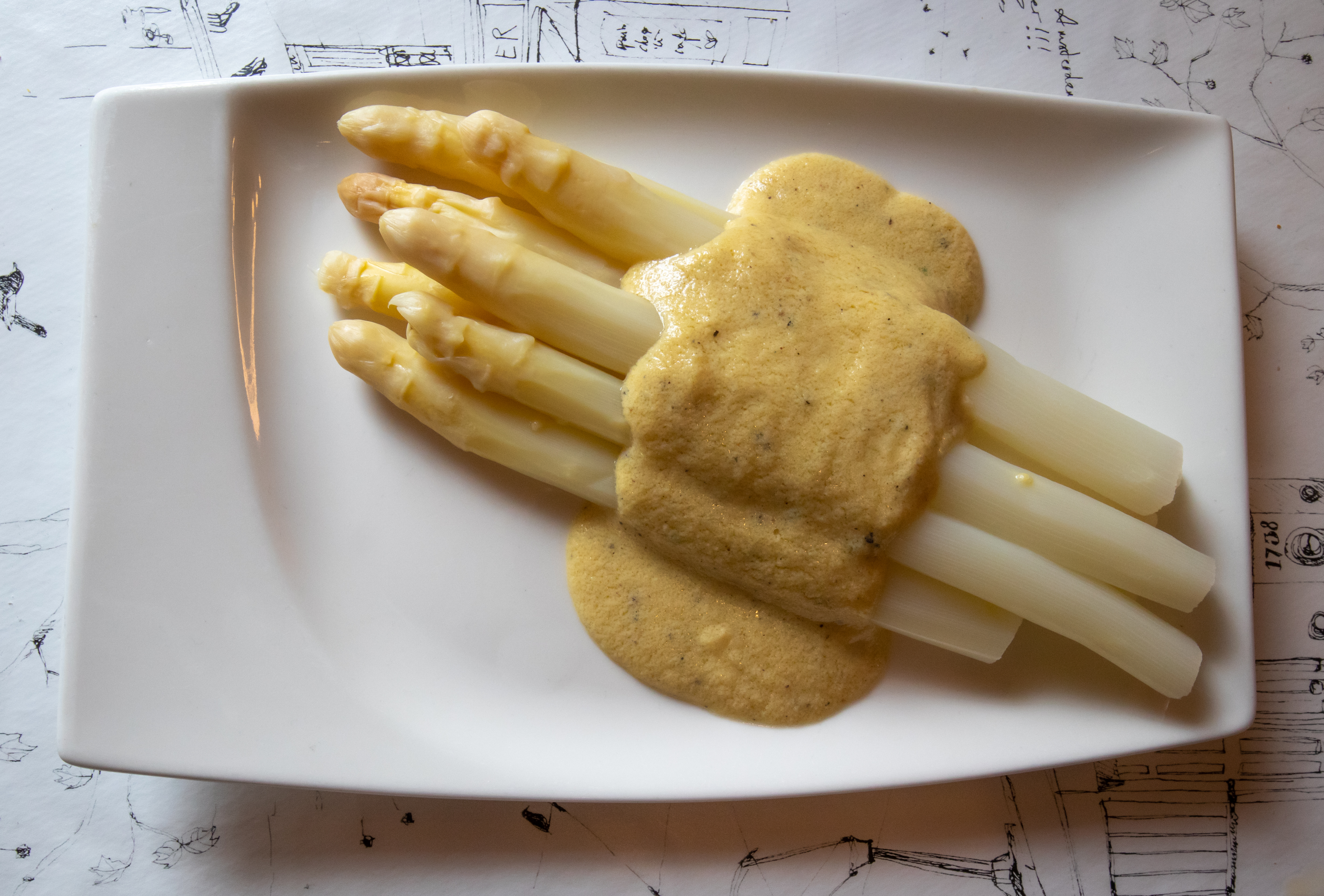
Szparagi z sosem holenderskim

HistoriaUprawiany jako warzywo już w starożytności przez Egipcjan, Greków i Rzymian. Jego wizerunki obecne są na egipskich sarkofagach sprzed 5 tys. lat. W różnych cywilizacjach odgrywał ważną rolę jako symbol falliczny, ze względu na podobieństwo młodych pędów do prącia w czasie wzwodu. Uważany za afrodyzjak. Rzymianie mieli aluzyjne powiedzenie: Zrób to, zanim ugotują się szparagi. W XVI wieku szejk Omar Ibn Muhammed Al Nefzawi w dziele Aromatyczny ogród pisał o szparagach: Smażone z żółtkami w tłustym mleku wielbłądzim i miodzie powodują, iż męski członek jest w pogotowiu dzień i noc. Kato Starszy (zm. 149 r. p.n.e.) odnotował w De agri cultura szparagi jako jedyne warzywo obok kapusty warte uprawy. Columella w I w. n.e. pisał, że Rzymianie konserwowali szparagi w sosie własnym, a spożywali na gorąco z roztopionym masłem, solą, pieprzem i kroplą cytronu. W Europie w czasie średniowiecza stracił popularność, którą odzyskał w wieku XVI. Stał się wówczas popularny w Anglii i Francji, później także w Niemczech. Obecnie uprawiany na całym świecie. Na straganach Europy pojawiają się obok uprawianych szparagów, także znacznie cieńsze, ale wyśmienite pędy szparagów dziko rosnących.
Walory kulinarneSzparagi opisywane są jako jedne z najsmaczniejszych warzyw. Charakteryzują się delikatnym smakiem i komponują się z potrawami mięsnymi, rybami, drobiem oraz z innymi warzywami. Znana jest także zupa szparagowa. Walory smakowe, lekkostrawność, duża zawartość witamin (C, kwas foliowy), soli mineralnych (cynk, wapń), przeciwutleniaczy (rutyna, glutation) i błonnika oraz niska wartość energetyczna (100 g świeżych szparagów dostarcza 17 kilokalorii, a 10 ugotowanych pędów zawiera 33 kcal) sprawiają, że szparagi są zalecane w zdrowej diecie. Spożywane młode pędy określane są w ofercie handlowej mianem "wypustek". Prażone nasiona stanowią surogat kawy.
U niektórych osób spożycie szparagów może spowodować nadmierne wydzielanie gazów jelitowych. Ponadto po spożyciu szparagów u średnio 40-50% osób pojawia się nieprzyjemny zapach moczu. Cecha ta ma podłoże genetyczne (dziedziczona autosomalnie dominująco), odzwierciedla zdolność metabolizowania związków prekursorowych ze szparagów, i jest w różnym stopniu obecna w różnych populacjach ludzkich (w niektórych, np. populacji kaukazoidalnej na terenie Francji cechę wykazuje 100% osobników). Zapach jest wynikiem pojawienia się w urynie mieszaniny sześciu zawierających siarkę pochodnych alkilowych: metanotiolu CH
3SH, siarczku dimetylu CH
3SCH
3, disulfidu dimetylu CH
3S−SCH
3, dimetylosulfotlenku (CH
3)
2SO, dimetylosulfonu (CH
3)
2SO
2 i bis(metylotio)metanu CH
3SCH
2SCH
3; wszystkie z nich mają charakterystyczne, odrażające zapachy kojarzone z gnijącymi produktami, gotowaną kapustą itp. Związki te nie występują naturalnie w szparagach, a są one efektem metabolizmu związków prekursorowych z tego warzywa, jak S-metylometioniny (pochodnej aminokwasu metioniny) czy kwasu asparagusowego (pochodnej waliny). Zdolność wyczuwania tych zapachów także nie jest powszechną i jednolitą cechą u ludzi. Szczególna nadwrażliwość węchowa na związki zapachowe będące metabolitami prekursorów ze szparagów jest przykładem polimorfizmu genetycznego, z ok. 10% osobników szczególnie nadwrażliwych węchowo na te związki (zarówno we własnym, jak i cudzym moczu).
Sposoby przyrządzaniaSporządza się z nich sałatki i zupy, służą jako dodatek do potraw mięsnych i rybnych. Przed przyrządzeniem bielone pędy szparagów znajdujące się w ofercie handlowej wymagają obrania (skrobaczką lub nożem usuwa się skórkę od góry do dołu). Wypustki zielone nie wymagają obierania. Następnie należy odciąć lub odłamać stwardniałą nasadę pędu. Szparagi gotuje się ok. 10-15 minut w osolonej wodzie, z dodatkiem soku cytryny i masła. Soku z cytryny nie dodaje się podczas gotowania zielonych szparagów, ponieważ zabarwia je na szaro. Szparagi białe gotuje się do miękkości, a zielone krócej (al dente). Gotować można zarówno w specjalnych, wysokich garnkach jak i płaskich, odpowiednio szerokich, gdzie można pędy związać w celu łatwiejszego ich wyciągnięcia z garnka. Po ugotowaniu podaje się je z masłem, sosem holenderskim, beszamelem, vinegret z dodatkami, takimi jak natka pietruszki, bułka tarta, parmezan, posiekane jajka na twardo. Szparagi można także zapiekać w piecu lub grillu. Szparagi wykorzystywane są również do przyrządzania  tart.

### Roślina lecznicza
HistoriaW Europie wschodniej i Azji odwary z kłączy i korzeni szparagów od dawna były stosowane w chorobach układu krążenia i nerek, reumatyzmie i epilepsji. Kompresami z odwarami leczono ropne schorzenia skóry. Nalewkę z jagodami szparagów uważano za środek zapobiegający impotencji. W chińskim lecznictwie ludowym odwary z kłączy i korzeni używane były jako środek moczopędny, poprawiający nastrój psychiczny, leczący lub zapobiegający podagrze, cukrzycy i impotencji. W farmakopeach niektórych krajów szparagi uznane są lub były za oficjalną roślinę leczniczą (np. we Francji, Meksyku, Portugalii, Wenezueli). W ostatnich wydaniach Farmakopea polonica szparagi nie są wymieniane.
Surowiec zielarskiGdy szparag stosowany był w lecznictwie jako roślina ziołowa, surowcem zielarskim było kłącze z korzeniami – Rhizoma (Radix) Asparagi oraz owoce – Fructus Asparagi.
DziałanieWspółczesna zachodnia medycyna uważa szparagi za warzywo bogate w witaminy i sole mineralne. Szparagi zawierają dużą ilość kwasu foliowego (10 ugotowanych pędów dostarcza 225 mikrogramów, czyli prawie 50% dziennego zapotrzebowania) oraz witaminy C (10 ugotowanych pędów dostarcza 25 mg). Z tego powodu szparagi zalecane są kobietom planującym ciążę jako bogate źródło kwasu foliowego. Poza tym w szparagach znajduje się witamina E, karoten, potas, błonnik oraz glutation, a więc m.in. przeciwutleniacze korzystnie działające na skórę. Młode pędy i korzenie mają działanie moczopędne i lekko rozwalniające, choć nie są to oddziaływania odpowiednio potwierdzone w przypadku ludzi (efekt potwierdzony został w badaniach z udziałem zwierząt). Podobnie uważa się tylko, że są też skuteczne w zapobieganiu tworzenia się kamieni nerkowych. Asparagina i wyciąg ze szparagów powoduje spadek ciśnienia tętniczego, rozszerzenie naczyń wieńcowych, wzmożenie siły skurczów mięśnia sercowego przy równoczesnym spowolnieniu ich rytmu. Powszechne stosowanie w leczeniu impotencji w różnych kulturach, np. w Anglii i Indiach, wynikało prawdopodobnie głównie z powodu fallicznych skojarzeń tego warzywa. Aktualnie przypuszcza się, że szparagi dostarczają organizmowi licznych składników o wysokiej wartości odżywczej, poprawiając stan zdrowia, a tym samym potencję seksualną oraz zwiększając libido. Roślina zawiera fitoestrogeny, zwane asparagozydami, które jednak bez wyraźnych skutków stosowano w leczeniu dysfunkcji seksualnych u kobiet. Według niektórych naukowców fitoestrogeny obecne w gatunku Asparagus adscendens hamują przekształcanie testosteronu w 5-alfa-dihydrotestosteron, zwiększając jego stężenie w organizmie. Według niektórych źródeł gatunek ten został wymieniony w starych tekstach ajurwedyjskich jako pobudzający seksualnie, inni autorzy odnoszą jednak zapisy medycyny ajurwedyjskiej do kłączy Asparagus racemosus. Według zielarza Michaela Tierry, założyciela American Herbalists Guild, szparagi spożywane jako warzywo mają też działać normalizująco na podziały komórek w chorobach nowotworowych oraz oczyszczać organizm stymulując pracę nerek i oczyszczając układ limfatyczny. W ramach poszukiwania aktywnych związków pochodzenia roślinnego do walki z chorobą nowotworową przeprowadzono również badania kliniczne ze związkami obecnymi w szparagach. Szczególną uwagę zwrócono na protodioscynę, rutynę i kwercetynę, które znajdują się w zielonych szparagach.
DawkowanieSzparagi spożywane są zwykle jako warzywo. Jak do tej pory nie ustalono bezpieczeństwa i efektywności działania szparagów, dlatego nie należy przekraczać ilości normalnie spożywanych podczas posiłku. W szparagach dostępnych na rynku mogą znajdować się pozostałości herbicydów i insektycydów, np. permetryny. W dawkach leczniczych wysuszone kłącze przyjmowane jest w formie naparu, przy czym zalecana dawka dzienna wynosi 45-60 g surowca. Przed leczeniem zaleca się też wypicie większej ilości płynów.

### Roślina ozdobna
Żywozielone pędy zachowują barwę do późnej jesieni. Wykorzystywane są do bukietów.

## Uprawa

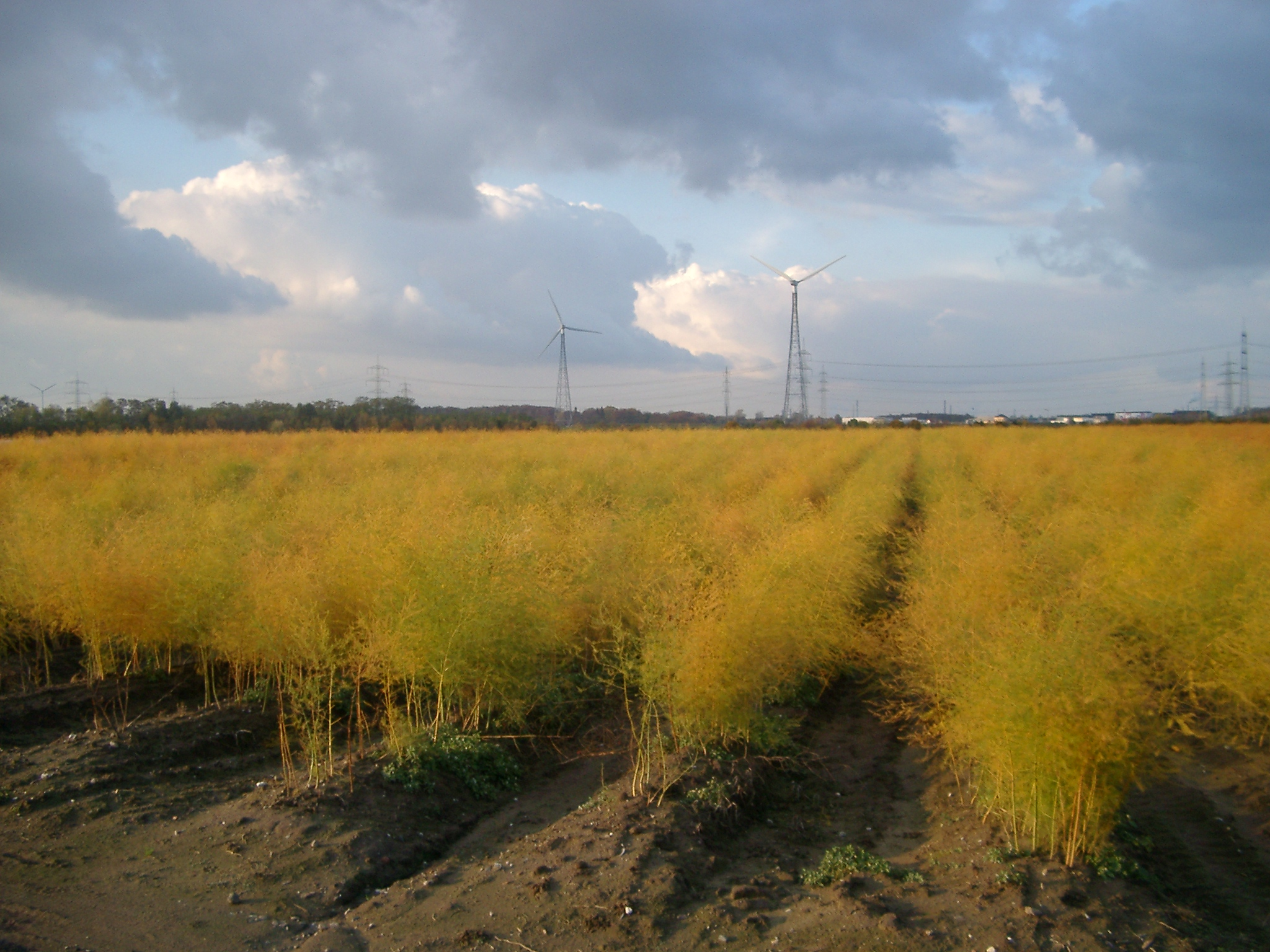
Uprawa szparagów w dolinie Renu koło Bonn

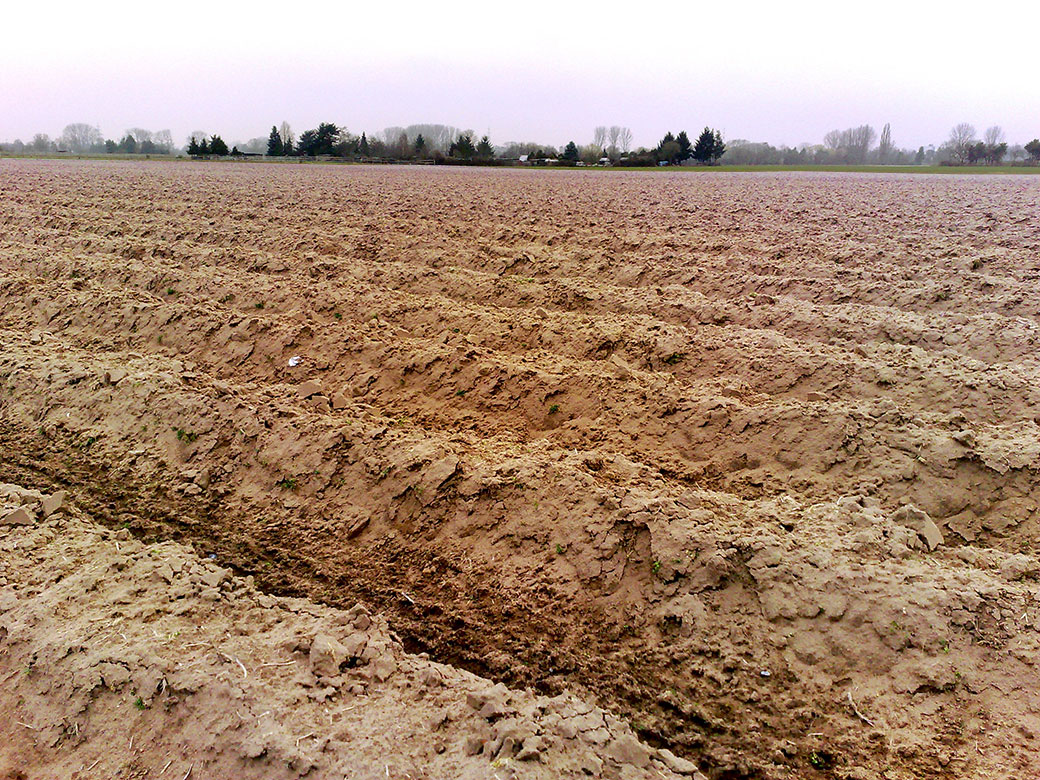
Wały ziemne, w których rosną karpy szparagów

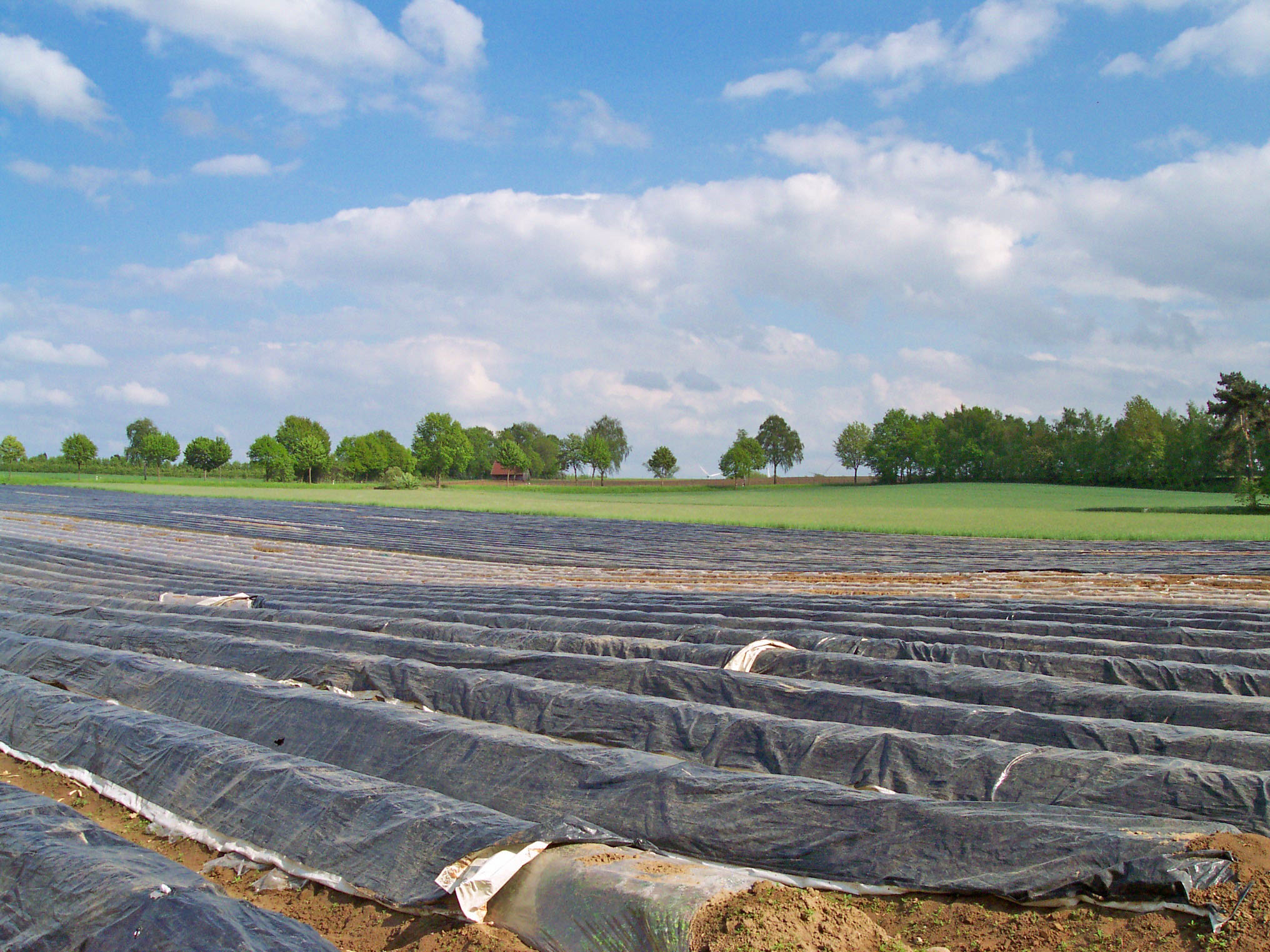
Uprawa pod folią pozwala na uzyskanie śnieżnobiałych wypustek szparagów

WymaganiaSzparagi najlepiej rosną na glebach suchych i wapiennych. Wymagają gleb przepuszczalnych i przewiewnych, szybko nagrzewających się i głębokich (o grubej warstwie ornej), zawierających dużo próchnicy (powyżej 1,5%), o pH 6-7,5. Nie należy zakładać plantacji szparagów w miejscach podmokłych, w zagłębieniach terenu, na glebach zwięzłych. Szparagi wymagają stanowiska otwartego i dobrze nasłonecznionego. Wytrzymują spadki temperatur, wymarzając tylko przy silnych mrozach podczas bezśnieżnych zim. Niskie temperatury podczas plonowania szparagów powodują pogorszenie plonów – wolniejszy wzrost i szybsze łykowacenie pędów. Z kolei zbyt wysoka temperatura powoduje przedwczesny rozwój i rozluźnienie wierzchołka pędu.
RozmnażanieW uprawie plantacyjnej sadzi się zwykle roczne kłącza uzyskane wcześniej w rozsadniku z nasion, rzadziej 8-12 tygodniowe siewki. Karpy wysadza się ok. 20–25 cm poniżej powierzchni gruntu w wałach ziemi między bruzdami mającymi ok. 40 cm szerokości i 25–30 cm głębokości. Nasiona wysiewa się wczesną wiosną, po czym siewki się rozrzedza, tak by każda młoda roślina miała swobodną przestrzeń do rozwoju. Po roku, wiosną, karpy wydobywa się z rozsady i wysadza w miejscu docelowej uprawy.
PielęgnowaniePrzed posadzeniem szparagów konieczne jest przygotowanie gleby. W zależności od warunków wskazane lub konieczne jest zniszczenie chwastów, nawożenie organiczne i mineralne, wapnowanie i głębokie spulchnienie gleby. Szparagi uprawia się w jednym miejscu nie dłużej niż przez 12-13 lat. Młode rośliny w pierwszym i drugim roku wymagają nawadniania. Szparagarnie nawozi się nawozami organicznymi co 3 lata w okresie jesiennym, a nawozami fosforowymi i potasowymi nawet corocznie.
Zbiór i przechowywanieZbiera się młode pędy wyrastające z podziemnego kłącza w okresie od połowy kwietnia do połowy lipca. Zbioru dokonuje się codziennie, a przy hodowli białych szparagów, nawet dwa razy dziennie (z powodu potrzeby unikania wyrastania pędów ponad wały ziemne i ich przebarwiania się). Dzienny zbiór z hektara w warunkach polskich wynosi przeciętnie około 100 kg (w okresach wysokiej temperatury ponad 200 kg). Pędy obcina się po osiągnięciu przez nie 20–30 cm wysokości. Bielone, zwane białymi szparagami uzyskuje się przez usypanie wałów ziemnych nad roślinami. Pędy rosnąc w całości pod ziemią są etiolowane i dlatego nie wytwarzają zielonego barwnika. Zawierają one mniej witamin i minerałów. Właściwe przechowywanie jest bardzo istotne dla walorów handlowych szparagów. W wysokiej temperaturze pędy wysychają, szybko drewnieją, a u bielonych poniżej główki pojawia się czerwone zabarwienie. Bez schłodzenia utrzymują świeżość tylko przez jedną dobę i w tym czasie powinny zostać sprzedane i skonsumowane. Mogą być przetrzymane przez kilka dni w chłodni w temperaturze od 1 °C do 3 °C i przy wilgotności powietrza bliskiej 100%. Poza porą zbiorów szparagi mogą być konserwowane lub mrożone.
Produkcja w Polsce i na świeciePrzeciętne plony z plantacji wynoszą w warunkach polskich 5–6 t/ha (maksymalne do 12 t/ha). Zbiory pędów szparagów w Polsce w 2005 r. wyniosły ok. 3 tys. ton. Większość wysyłana jest na eksport, w 70% do Niemiec. Areał upraw systematycznie wzrasta, przy czym produkcja koncentruje się w województwie lubuskim i wielkopolskim. Najwięcej plantacji zlokalizowanych jest w okolicach Nowego Tomyśla, gdzie swoją siedzibę ma Polski Związek Producentów Szparaga. Corocznie odbywają się tam także Międzynarodowe Konferencje Szparagowe. Liderem produkcji szparagów na świecie są Chiny, gdzie w 2004 r. zebrano ich 5,8 mln ton. Następne miejsca zajmują: Peru – 200 tys. ton w 2006, USA – 77 tys. ton w 2004, Meksyk – 58 tys. ton w 2005, Niemcy – ok. 50 tys. ton w 2005. Najwięksi importerzy szparagów to: USA sprowadzające ponad 92 tys. ton, Niemcy – 40 tys. ton, Japonia – 17 tys. ton.

## Szkodniki i choroby
Za najważniejsze szkodniki szparaga uważane są: poskrzypka dwunastokropkowa i poskrzypka szparagowa, trzep szparagówka, mszyca szparagowa i mszyca burakowa, śmietka glebowa i śmietka kiełkówka. Rośliny bywają też porażane przez rdzę szparaga.

## Obecność w kulturze

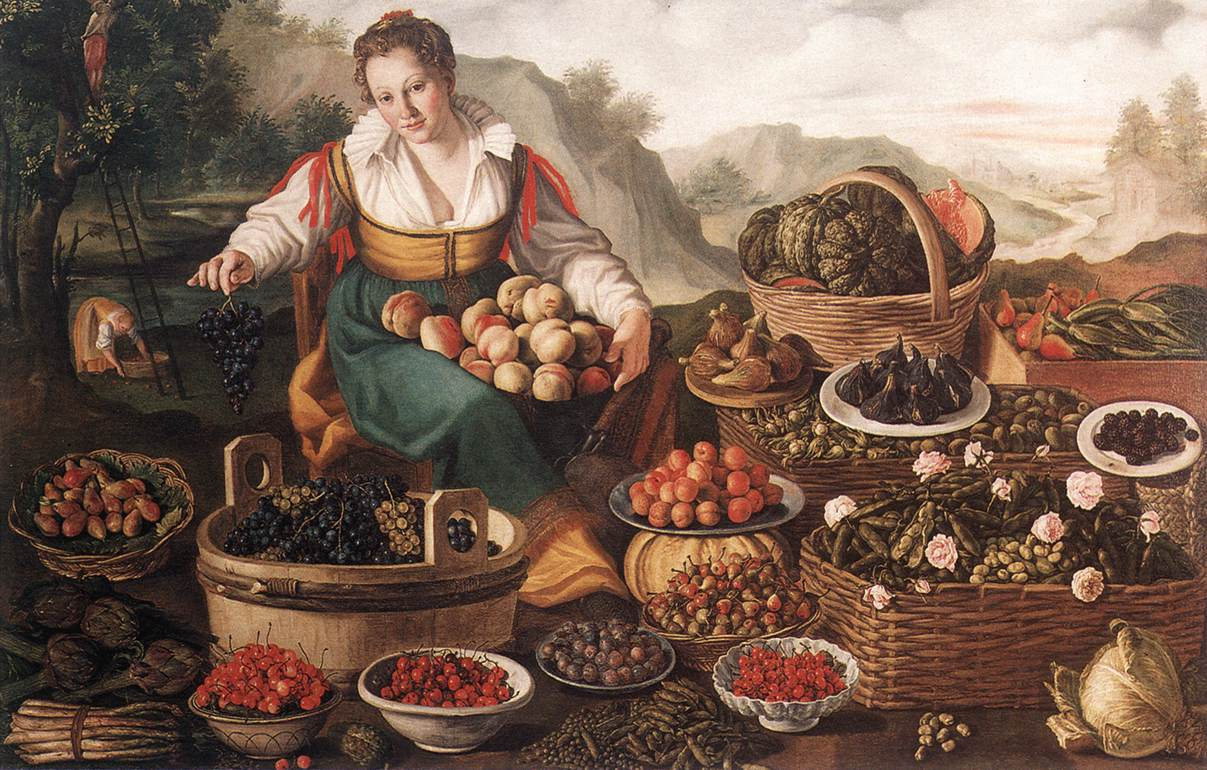
Vincenzo Campi, Sprzedawczyni owoców, 1580

Wraz z popularyzacją upraw szparagi w XVI wieku zaczęły się także pojawiać na obrazach przedstawiających martwe natury i sceny rodzajowe. Malowali je m.in. Vincenzo Campi (zm. 1591) z Cremony na obrazie Sprzedawczyni owoców oraz Frans Snyders (zm. 1657) w Martwej naturze z owocami w wiklinowym koszu.